# 大崎市
大崎市（おおさきし）は、宮城県の北西部に位置する市。大崎地方に属する。

## 概要
後期旧石器時代ないし縄文時代草創期 - 古墳時代の遺跡座散乱木遺跡の発掘により3万年前からこの地域で人々が生活していた。古墳時代（4世紀前後）に築造された東北地方最大級の前方後円墳青塚古墳の存在からこの地方では既に稲作を営む集団組織が存在し古墳を造営する程の力を持っていたと思われる。飛鳥時代（古墳時代終末期）7世紀末 - 8世紀頃（大化の改新時期 - ）に奥州地方（陸奥国と出羽国）現在の東北六県全域を統括する重要な拠点、官庁名生館官衙遺跡が置かれ大崎地方はすでに内国化されていた。このことから794年の平安京（京都）遷都よりも更に古い東北地方では最古の1300年以上の歴史と伝統ある地域で、古川が中心地であったことが分かる。南北朝時代（1354年）に斯波家兼（大崎氏の始祖）が奥州管領に任命されその後、伊達晴宗が奥州探題に任命され伊達政宗もこの役職を自称してこの地を治めた。伊達政宗が築城し居城とした岩出山城、その後作られた有備館は現存する日本最古の学問所であり「世界かんがい施設遺産」に登録された内川、岩出山凍り豆腐やずんだは伊達政宗が整備開発したものであり、このずんだを使ったずんだスイーツが近年人気がでてきており宮城県民のソウルフードとなっている。日本人技術者の手だけで造られた日本初の100 m級アーチ式コンクリートダム鳴子ダムは土木学会選奨土木遺産に登録されており、人口湖の荒生湖は栗駒国定公園に指定されている。春には鳴子ダムの「すだれ放流」が風物詩になっている。2021年の「じゃらん」の全国道の駅グランプリで大崎市岩出山の「あ・ら・伊達な道の駅」が２年連続で利用者満足度「全国1位」に選ばれた。
国連食糧農業機関に北海道・東北地方で初めて世界農業遺産（世界的に重要な地域）に認定された大崎耕土（大崎平野）は地形と水利に恵まれ西に奥羽山脈、荒雄岳、船形山がそびえ、そこから江合川と鳴瀬川の両川が太平洋に流れる日本有数の穀倉地帯で、ササニシキ・ひとめぼれ・ささ結などの品種米（ブランド米）の産地で古来より稲作が盛んな米の名産地（栗原市・登米市などの宮城県北部地域も含む）である。その他、大豆（全国2位）の生産も盛んである。日本有数の漁港石巻、女川、気仙沼にも近く、ラムサール条約に登録されている化女沼や蕪栗沼は国際的に重要な湿地で国内有数のマガンの飛来地である。中山平や北宮沢はゲンジボタルとヘイケボタルが共生する全国的にも珍しい場所で国の天然記念物に指定されている。日本トップクラスの泉質の豊富さから東の横綱（日本百名湯）に選ばれている鳴子温泉郷には、紅葉の時期には全国のみならず海外からも観光客が訪れ、冬には登山家の三浦雄一郎がコースを設計した東北有数のリゾート地であるオニコウベスキー場にも多くの人が訪れる。この様に大崎地方は大自然の恵みを受けた豊穣な大地であり、スポーツではバレーボールが、レジャーでは気球が有名で盛んである。また、津波や土砂崩れなどの災害もほぼ無い地域であり天災が起こりづらい環境である。
大崎市の中心地古川は土日には（大崎地方・栗原市・登米市の北部地区全域、人口およそ33万6千人）から人が集まる市の「経済・商業・サービス業の中心地」で新幹線古川駅や高速道路東北自動車道、国道4号その他複数の国道が通る「交通の要所」であり首都の東京駅には新幹線で最速1時間45分程度、東北最大の都市仙台にも近く新幹線では12分、一般道（国道4号）で40分程、東北最大級（全国三番目の規模）のイオンモール利府にも車で40分程である。周辺部から人が多く集まる場所なので古くから医療機関が多く「病院の街古川」とも言われている。県内最古・全国で2番目に古い（現在と同じ浄水方法を採用したのは全国でも初めて）上水道の整備がされた歴史があり、緒絶川沿いにある橋平商店酒蔵醸室など歴史的建造物の観光名所も見どころで、リオーネ古川（映画館などの複合施設）新図書館、地域交流センター「あすも」などの文化施設も充実している。郷土の偉人大正デモクラシーの先駆者吉野作造、弟の商工大臣、吉野信次の生誕の地でもあり、日本労働運動の父で草分け的存在鈴木文治が青年時代を過ごした地でもある。

## 地理
南は松島町に接し北は秋田県、西は山形県と境を接する。大崎平野において農業が盛んなほか電子機器工場、精密機械工場、住宅建材工場が立地している。中心市街地の古川地区は宮城県北部地域の商業・サービス業の拠点であり、市内最北西部の鳴子地区は温泉観光地である。市内東南部の鹿島台地区・松山地区は主に東北本線利用で仙台市への通勤圏になっている。そのため大崎市域は中央部から西部の地域と、東南部の仙台都市圏に属する地域に分けられ、主要交通機関も異なる。古川 - 仙台間は、東北新幹線・高速バス・自家用車などで通勤・通学する者も多い。現在は中央部や西部に東北新幹線・陸羽東線・東北自動車道・国道4号・国道47号・国道108号・国道347号・国道457号など、東部に東北本線・国道346号などが通る。

### 地形
- 山 - 高寺山、荒雄岳、禿岳、花渕山、大柴山、奥羽山、みみずく山、鳥屋山、蜂ヶ森、大日向山、加護坊山
- 川 - 江合川、鳴瀬川、多田川、渋井川、小山田川、吉田川、旧迫川、萱刈川、田尻川、鶴田川
- 湖沼 - 化女沼、潟沼、蕪栗沼
- その他 - 鬼首カルデラ

### 人口
大崎市の属する大崎地方には、他に加美町・色麻町・美里町・涌谷町が属し、1市4町合わせて20万人を擁する。また、大崎地方と栗原市、登米市を合わせた北部地区は、人口およそ33.6万人である。
| |                                        |  |
| 大崎市と全国の年齢別人口分布（2005年） | 大崎市の年齢・男女別人口分布（2005年） |  |
| ■紫色 ― 大崎市 ■緑色 ― 日本全国 | ■青色 ― 男性 ■赤色 ― 女性              |  |
| 大崎市（に相当する地域）の人口の推移 \| 1970年（昭和45年） \| 126,057人 \| \| \| 1975年（昭和50年） \| 126,056人 \| \| \| 1980年（昭和55年） \| 130,266人 \| \| \| 1985年（昭和60年） \| 133,439人 \| \| \| 1990年（平成2年） \| 135,208人 \| \| \| 1995年（平成7年） \| 138,068人 \| \| \| 2000年（平成12年） \| 139,313人 \| \| \| 2005年（平成17年） \| 138,491人 \| \| \| 2010年（平成22年） \| 135,147人 \| \| \| 2015年（平成27年） \| 133,391人 \| \| \| 2020年（令和2年） \| 127,330人 \| \| |                                        |  |
| 総務省統計局 国勢調査より |                                        |  |
| 1970年（昭和45年） | 126,057人                              |  |
| 1975年（昭和50年） | 126,056人                              |  |
| 1980年（昭和55年） | 130,266人                              |  |
| 1985年（昭和60年） | 133,439人                              |  |
| 1990年（平成2年） | 135,208人                              |  |
| 1995年（平成7年） | 138,068人                              |  |
| 2000年（平成12年） | 139,313人                              |  |
| 2005年（平成17年） | 138,491人                              |  |
| 2010年（平成22年） | 135,147人                              |  |
| 2015年（平成27年） | 133,391人                              |  |
| 2020年（令和2年） | 127,330人                              |  |

## 気候
2006年の平成の大合併では市域が広大となったため、気象庁による気象予報では、旧玉造郡（岩出山町、鳴子町）は隣接する加美郡加美町と色麻町とともに「西部大崎」に、旧古川市、旧遠田郡田尻町、旧志田郡（三本木町、松山町、鹿島台町）は隣接する遠田郡美里町、涌谷町とともに「東部大崎」に区分されている。さらに西部大崎は「宮城県西部」に、東部大崎は「宮城県東部」に区分されている。
冬は仙台市より寒く、-15℃以下まで冷えることもある。旧古川市と旧岩出山町は豪雪地帯に、旧鳴子町は宮城県内で唯一特別豪雪地帯に指定されている。これら山間部地域と古川から鹿島台にかけての平野部では気候・気温・降雪量に大きな違いがある。以下は気象庁のデータに基づく。
大崎市古川の極値（1976年12月 - ）
- 最高気温極値 37.5℃（2025年7月29日）
- 最低気温極値 -17.6℃（2021年1月9日）

| 古川（1991年 - 2020年）の気候      | 古川（1991年 - 2020年）の気候 | 古川（1991年 - 2020年）の気候 | 古川（1991年 - 2020年）の気候 | 古川（1991年 - 2020年）の気候 | 古川（1991年 - 2020年）の気候 | 古川（1991年 - 2020年）の気候 | 古川（1991年 - 2020年）の気候 | 古川（1991年 - 2020年）の気候 | 古川（1991年 - 2020年）の気候 | 古川（1991年 - 2020年）の気候 | 古川（1991年 - 2020年）の気候 | 古川（1991年 - 2020年）の気候 | 古川（1991年 - 2020年）の気候 |
| 月                                 | 1月                           | 2月                           | 3月                           | 4月                           | 5月                           | 6月                           | 7月                           | 8月                           | 9月                           | 10月                          | 11月                          | 12月                          | 年                            |
| ---------------------------------- | ----------------------------- | ----------------------------- | ----------------------------- | ----------------------------- | ----------------------------- | ----------------------------- | ----------------------------- | ----------------------------- | ----------------------------- | ----------------------------- | ----------------------------- | ----------------------------- | ----------------------------- |
| 最高気温記録 °C （°F）             | 15.3 (59.5)                   | 18.8 (65.8)                   | 22.5 (72.5)                   | 29.9 (85.8)                   | 33.3 (91.9)                   | 34.0 (93.2)                   | 37.5 (99.5)                   | 36.5 (97.7)                   | 35.0 (95)                     | 30.1 (86.2)                   | 24.0 (75.2)                   | 20.5 (68.9)                   | 37.5 (99.5)                   |
| 平均最高気温 °C （°F）             | 3.7 (38.7)                    | 4.9 (40.8)                    | 8.9 (48)                      | 15.4 (59.7)                   | 20.5 (68.9)                   | 23.7 (74.7)                   | 26.9 (80.4)                   | 28.4 (83.1)                   | 24.8 (76.6)                   | 19.3 (66.7)                   | 12.9 (55.2)                   | 6.5 (43.7)                    | 16.3 (61.3)                   |
| 日平均気温 °C （°F）               | 0.0 (32)                      | 0.6 (33.1)                    | 3.8 (38.8)                    | 9.4 (48.9)                    | 15.1 (59.2)                   | 19.0 (66.2)                   | 22.5 (72.5)                   | 23.7 (74.7)                   | 20.0 (68)                     | 13.9 (57)                     | 7.6 (45.7)                    | 2.4 (36.3)                    | 11.5 (52.7)                   |
| 平均最低気温 °C （°F）             | −3.8 (25.2)                   | −3.5 (25.7)                   | −0.9 (30.4)                   | 3.6 (38.5)                    | 10.3 (50.5)                   | 15.3 (59.5)                   | 19.2 (66.6)                   | 20.3 (68.5)                   | 16.0 (60.8)                   | 9.0 (48.2)                    | 2.7 (36.9)                    | −1.5 (29.3)                   | 7.2 (45)                      |
| 最低気温記録 °C （°F）             | −17.6 (0.3)                   | −15.9 (3.4)                   | −12.1 (10.2)                  | −4.7 (23.5)                   | 1.4 (34.5)                    | 7.0 (44.6)                    | 11.5 (52.7)                   | 12.0 (53.6)                   | 3.7 (38.7)                    | −1.4 (29.5)                   | −5.6 (21.9)                   | −15.9 (3.4)                   | −17.6 (0.3)                   |
| 降水量 mm （inch）                 | 44.9 (1.768)                  | 35.0 (1.378)                  | 70.4 (2.772)                  | 82.7 (3.256)                  | 102.8 (4.047)                 | 123.3 (4.854)                 | 169.9 (6.689)                 | 139.1 (5.476)                 | 160.4 (6.315)                 | 129.2 (5.087)                 | 62.8 (2.472)                  | 53.1 (2.091)                  | 1,173.5 (46.201)              |
| 降雪量 cm （inch）                 | 80 (31.5)                     | 55 (21.7)                     | 24 (9.4)                      | 1 (0.4)                       | 0 (0)                         | 0 (0)                         | 0 (0)                         | 0 (0)                         | 0 (0)                         | 0 (0)                         | 1 (0.4)                       | 42 (16.5)                     | 200 (78.7)                    |
| 平均降水日数 （≥1.0 mm）           | 8.9                           | 7.6                           | 9.1                           | 9.1                           | 9.5                           | 10.6                          | 13.5                          | 11.5                          | 11.6                          | 9.9                           | 9.0                           | 9.5                           | 119.9                         |
| 平均月間日照時間                   | 130.8                         | 148.7                         | 176.3                         | 190.7                         | 192.3                         | 147.8                         | 124.8                         | 141.3                         | 125.1                         | 137.2                         | 131.7                         | 115.4                         | 1,762                         |
| 出典1：Japan Meteorological Agency |                               |                               |                               |                               |                               |                               |                               |                               |                               |                               |                               |                               |                               |
| 出典2：気象庁                      |                               |                               |                               |                               |                               |                               |                               |                               |                               |                               |                               |                               |                               |

大崎市鹿島台の極値（1976年12月 - ）
- 最高気温極値 37.2℃（2025年7月26日）
- 最低気温極値 -17.9℃（1976年12月30日）

| 鹿島台（1991年 - 2020年）の気候    | 鹿島台（1991年 - 2020年）の気候 | 鹿島台（1991年 - 2020年）の気候 | 鹿島台（1991年 - 2020年）の気候 | 鹿島台（1991年 - 2020年）の気候 | 鹿島台（1991年 - 2020年）の気候 | 鹿島台（1991年 - 2020年）の気候 | 鹿島台（1991年 - 2020年）の気候 | 鹿島台（1991年 - 2020年）の気候 | 鹿島台（1991年 - 2020年）の気候 | 鹿島台（1991年 - 2020年）の気候 | 鹿島台（1991年 - 2020年）の気候 | 鹿島台（1991年 - 2020年）の気候 | 鹿島台（1991年 - 2020年）の気候 |
| 月                                 | 1月                             | 2月                             | 3月                             | 4月                             | 5月                             | 6月                             | 7月                             | 8月                             | 9月                             | 10月                            | 11月                            | 12月                            | 年                              |
| ---------------------------------- | ------------------------------- | ------------------------------- | ------------------------------- | ------------------------------- | ------------------------------- | ------------------------------- | ------------------------------- | ------------------------------- | ------------------------------- | ------------------------------- | ------------------------------- | ------------------------------- | ------------------------------- |
| 最高気温記録 °C （°F）             | 15.3 (59.5)                     | 20.1 (68.2)                     | 22.7 (72.9)                     | 29.6 (85.3)                     | 31.3 (88.3)                     | 34.7 (94.5)                     | 37.2 (99)                       | 36.1 (97)                       | 34.2 (93.6)                     | 29.6 (85.3)                     | 23.7 (74.7)                     | 21.1 (70)                       | 37.2 (99)                       |
| 平均最高気温 °C （°F）             | 4.5 (40.1)                      | 5.5 (41.9)                      | 9.3 (48.7)                      | 15.1 (59.2)                     | 19.8 (67.6)                     | 22.9 (73.2)                     | 26.3 (79.3)                     | 27.9 (82.2)                     | 24.8 (76.6)                     | 19.5 (67.1)                     | 13.2 (55.8)                     | 7.2 (45)                        | 16.4 (61.5)                     |
| 日平均気温 °C （°F）               | 0.3 (32.5)                      | 0.8 (33.4)                      | 3.9 (39)                        | 9.1 (48.4)                      | 14.7 (58.5)                     | 18.7 (65.7)                     | 22.2 (72)                       | 23.5 (74.3)                     | 20.0 (68)                       | 14.0 (57.2)                     | 7.6 (45.7)                      | 2.5 (36.5)                      | 11.4 (52.5)                     |
| 平均最低気温 °C （°F）             | −4.1 (24.6)                     | −3.9 (25)                       | −1.7 (28.9)                     | 3.0 (37.4)                      | 10.1 (50.2)                     | 15.2 (59.4)                     | 19.2 (66.6)                     | 20.2 (68.4)                     | 15.8 (60.4)                     | 8.7 (47.7)                      | 2.2 (36)                        | −1.9 (28.6)                     | 6.9 (44.4)                      |
| 最低気温記録 °C （°F）             | −17.3 (0.9)                     | −17.1 (1.2)                     | −13.4 (7.9)                     | −6.2 (20.8)                     | 0.1 (32.2)                      | 6.8 (44.2)                      | 11.2 (52.2)                     | 10.8 (51.4)                     | 4.7 (40.5)                      | −2.1 (28.2)                     | −6.1 (21)                       | −17.9 (−0.2)                    | −17.9 (−0.2)                    |
| 降水量 mm （inch）                 | 35.1 (1.382)                    | 29.2 (1.15)                     | 72.2 (2.843)                    | 84.7 (3.335)                    | 95.1 (3.744)                    | 119.4 (4.701)                   | 155.4 (6.118)                   | 129.3 (5.091)                   | 166.7 (6.563)                   | 143.7 (5.657)                   | 62.7 (2.469)                    | 41.0 (1.614)                    | 1,134.5 (44.665)                |
| 平均降水日数 （≥1.0 mm）           | 5.3                             | 5.2                             | 7.6                             | 8.5                             | 9.4                             | 10.1                            | 13.1                            | 10.6                            | 11.6                            | 9.0                             | 7.0                             | 6.5                             | 104.0                           |
| 平均月間日照時間                   | 154.7                           | 161.2                           | 184.1                           | 188.8                           | 189.2                           | 146.8                           | 129.2                           | 150.6                           | 130.3                           | 141.5                           | 139.1                           | 133.2                           | 1,848.7                         |
| 出典1：Japan Meteorological Agency |                                 |                                 |                                 |                                 |                                 |                                 |                                 |                                 |                                 |                                 |                                 |                                 |                                 |
| 出典2：気象庁                      |                                 |                                 |                                 |                                 |                                 |                                 |                                 |                                 |                                 |                                 |                                 |                                 |                                 |

大崎市川渡の極値（1976年12月 - ）
- 最高気温極値 36.7℃（2025年7月25日）
- 最低気温極値 -14.3℃（2021年1月9日）

| 川渡（1991年 - 2020年）の気候      | 川渡（1991年 - 2020年）の気候 | 川渡（1991年 - 2020年）の気候 | 川渡（1991年 - 2020年）の気候 | 川渡（1991年 - 2020年）の気候 | 川渡（1991年 - 2020年）の気候 | 川渡（1991年 - 2020年）の気候 | 川渡（1991年 - 2020年）の気候 | 川渡（1991年 - 2020年）の気候 | 川渡（1991年 - 2020年）の気候 | 川渡（1991年 - 2020年）の気候 | 川渡（1991年 - 2020年）の気候 | 川渡（1991年 - 2020年）の気候 | 川渡（1991年 - 2020年）の気候 |
| 月                                 | 1月                           | 2月                           | 3月                           | 4月                           | 5月                           | 6月                           | 7月                           | 8月                           | 9月                           | 10月                          | 11月                          | 12月                          | 年                            |
| ---------------------------------- | ----------------------------- | ----------------------------- | ----------------------------- | ----------------------------- | ----------------------------- | ----------------------------- | ----------------------------- | ----------------------------- | ----------------------------- | ----------------------------- | ----------------------------- | ----------------------------- | ----------------------------- |
| 最高気温記録 °C （°F）             | 14.5 (58.1)                   | 17.5 (63.5)                   | 21.3 (70.3)                   | 28.2 (82.8)                   | 33.4 (92.1)                   | 34.2 (93.6)                   | 36.7 (98.1)                   | 36.5 (97.7)                   | 35.5 (95.9)                   | 29.4 (84.9)                   | 22.8 (73)                     | 18.8 (65.8)                   | 36.7 (98.1)                   |
| 平均最高気温 °C （°F）             | 2.7 (36.9)                    | 3.7 (38.7)                    | 7.7 (45.9)                    | 14.5 (58.1)                   | 19.9 (67.8)                   | 23.0 (73.4)                   | 26.2 (79.2)                   | 27.5 (81.5)                   | 23.8 (74.8)                   | 18.3 (64.9)                   | 12.0 (53.6)                   | 5.5 (41.9)                    | 15.4 (59.7)                   |
| 日平均気温 °C （°F）               | −0.9 (30.4)                   | −0.4 (31.3)                   | 2.7 (36.9)                    | 8.5 (47.3)                    | 14.0 (57.2)                   | 18.0 (64.4)                   | 21.6 (70.9)                   | 22.7 (72.9)                   | 18.9 (66)                     | 12.8 (55)                     | 6.7 (44.1)                    | 1.5 (34.7)                    | 10.5 (50.9)                   |
| 平均最低気温 °C （°F）             | −4.4 (24.1)                   | −4.3 (24.3)                   | −1.8 (28.8)                   | 2.7 (36.9)                    | 8.6 (47.5)                    | 13.6 (56.5)                   | 18.1 (64.6)                   | 19.1 (66.4)                   | 14.9 (58.8)                   | 8.0 (46.4)                    | 2.1 (35.8)                    | −2.1 (28.2)                   | 6.2 (43.2)                    |
| 最低気温記録 °C （°F）             | −14.3 (6.3)                   | −13.9 (7)                     | −10.9 (12.4)                  | −5.7 (21.7)                   | 0.0 (32)                      | 4.2 (39.6)                    | 7.9 (46.2)                    | 10.6 (51.1)                   | 2.8 (37)                      | −1.4 (29.5)                   | −5.7 (21.7)                   | −13.3 (8.1)                   | −14.3 (6.3)                   |
| 降水量 mm （inch）                 | 113.4 (4.465)                 | 82.8 (3.26)                   | 105.1 (4.138)                 | 110.2 (4.339)                 | 132.1 (5.201)                 | 161.5 (6.358)                 | 216.6 (8.528)                 | 205.9 (8.106)                 | 183.1 (7.209)                 | 143.6 (5.654)                 | 105.8 (4.165)                 | 128.6 (5.063)                 | 1,697 (66.811)                |
| 降雪量 cm （inch）                 | 144 (56.7)                    | 115 (45.3)                    | 61 (24)                       | 4 (1.6)                       | 0 (0)                         | 0 (0)                         | 0 (0)                         | 0 (0)                         | 0 (0)                         | 0 (0)                         | 7 (2.8)                       | 85 (33.5)                     | 407 (160.2)                   |
| 平均降水日数 （≥1.0 mm）           | 17.3                          | 14.6                          | 13.8                          | 11.9                          | 11.1                          | 11.7                          | 15.2                          | 14.3                          | 13.6                          | 12.1                          | 13.6                          | 17.8                          | 167.7                         |
| 平均月間日照時間                   | 98.7                          | 114.8                         | 154.5                         | 186.9                         | 190.4                         | 148.2                         | 120.8                         | 131.2                         | 119.8                         | 138.3                         | 126.9                         | 91.2                          | 1,621.7                       |
| 出典1：Japan Meteorological Agency |                               |                               |                               |                               |                               |                               |                               |                               |                               |                               |                               |                               |                               |
| 出典2：気象庁                      |                               |                               |                               |                               |                               |                               |                               |                               |                               |                               |                               |                               |                               |

## 歴史
奈良時代、古川地域に朝廷の役所がつくられた（名生館官衙遺跡）。この頃の古川は多賀城と共に、蝦夷に対する朝廷側の拠点となっていた。
室町時代、奥州探題の大崎氏が現在の大崎市古川地区の名生城を居城とした。大崎氏は室町幕府の管領家（三管領）の筆頭である斯波氏の親戚に当たる。戦国時代、大崎氏は隣国の葛西氏と抗争を繰り広げた。戦国時代末期、南から伊達政宗が大崎領に侵攻して大崎合戦が起こったが、大崎義隆は伊達軍を撃破した。しかし、その後も政宗は大崎氏を圧迫し、大崎氏の軍事指揮権は伊達氏が掌握し、徴税権は大崎氏が保持した。
1590年（天正18年）、豊臣秀吉は小田原征伐で後北条氏を降した後に奥州仕置を行い、小田原に参陣しなかったことを理由に、大崎氏や葛西氏等を取り潰した。常陸国の佐竹義重や会津地方の蘆名氏に勝利して領土を拡大していた伊達政宗も征服地のほとんどを没収された。大崎氏や葛西氏の旧領には秀吉の家臣の木村吉清が入封したが、政宗は大崎氏と葛西氏の旧臣を扇動して葛西大崎一揆を起こさせた。しかし、政宗の一揆扇動は蒲生氏郷に露見し、政宗は秀吉から葛西大崎一揆の鎮圧を命じられた。政宗は佐沼城から吉清を救出して、一揆を鎮圧した。戦後、政宗は伊達氏の本拠だった置賜地方や信達地方を秀吉に没収され、その代わりに大崎氏と葛西氏の旧領を与えられて、玉造郡の岩出山城を居城とした。慶長5年12月24日（1601年1月28日）より政宗は新たな居城として仙台城を築いて仙台藩62万石が成立した。こうして大崎市一帯は仙台藩の一部となった。

### 近代
旧自治体の歴史は各自治体のページを参照。
- 2003年（平成15年）7月1日 - 大崎地方合併協議会が設立。
同年7月7日に第1回協議会が開催されたのを皮切りに、2006年3月11日まで計43回の合併協議会が開催された。事務局は古川市旭（現・大崎市古川旭）の宮城県古川合同庁舎（2006年4月1日、宮城県大崎合同庁舎に改称）内に置かれた。
- 2005年（平成17年）
  - 1月13日 - 合併協定書の調印式を三本木町にあるふれあいホールにおいて実施。
  - 1月21日 - 廃置分合申請書を県知事に提出。
  - 4月15日 - 同日付の官報に大崎市を設置する廃置分合が告示される。
- 2006年（平成18年）3月31日 - 古川市および遠田郡田尻町、志田郡三本木町・松山町・鹿島台町、玉造郡岩出山町・鳴子町が新設合併し大崎市が発足（これにより、志田郡及び玉造郡が消滅。）。同時に市章を制定する[6]。
市名の由来である「大崎」とは大崎市・加美郡・遠田郡一帯の広域地名で、中世に関東よりこの一帯に移住した豪族・大崎氏に由来する。大崎氏は室町時代に奥州探題に任ぜられ権勢を誇ったが豊臣秀吉の奥州仕置（1590年頃）により滅亡し、その後大崎地方は伊達氏の所領となった。なお、市の名称は公募が行われ、最終候補には「大崎市」のほか、「おおさき市」「古川市」「北宮城市」「ふるかわ市」「宮城市」が選定され、最終的に合併協議会の小委員会委員の投票により、「大崎市」の名称が決定した[7]。
- 2012年（平成24年）
  - 2月4日 - 平成23年度地域づくり総務大臣表彰で「地方自治体表彰」を受賞[8]。
  - 10月31日 - 第17回宮城県シニアスポーツ大会が、大崎市スポーツピアまつやまを会場に開催された。
- 2013年（平成25年）3月23日 - 国道346号鹿島台バイパス開通。
- 2017年（平成29年）12月 - 大崎市を中心とする「大崎耕土」（仙台平野の一部）が、国連食糧農業機関が認定する世界農業遺産に、東北地方として初めて認定される。
- 2019年（令和元年）10月13日 - 令和元年東日本台風（台風19号）の豪雨により吉田川左岸の堤防から越水。旧鹿島台町付近一帯が冠水した[9]。
- 2023年（令和5年）5月8日 - 旧本庁舎の北側に建てられた新本庁舎での業務を開始。

### 合併及び新市成立に至る経緯
「大崎市」という市名は、一般公募で集まった2292種類（応募件数10151件）の中から合併協議会が第1次選考で17点、第2次選考で10点、最終選考で6点（大崎、おおさき、北宮城、古川、ふるかわ、宮城）に絞り込み最終的に委員57人の投票で決定した（決選投票結果は「大崎」45票、「古川」7票、無効1票、欠席4人）。
当初から「最終的には合併協委員の投票で決める」と住民にも知らせていたが、公募の有効件数9737件のうち4010件が「古川」であったため「大崎」（1133件）という名称には古川市で反対運動が起こり、古川市の住民意向調査（18歳以上の市民1万人抽出）では「反対（どちらかといえば反対を含む）」が過半数にこそ達しなかったものの「賛成（どちらかといえば賛成を含む）」を7.89%上回った。
それでも1市6町は「将来を見据えた合併は必要」と主張し、合併期日を2005年4月1日として合併協定書に調印した。しかし、古川市議会は合併関連議案を否決（6町議会のうち5町議会は全議案可決、三本木町は廃置分合議案は可決したが議員定数議案のみ否決）。これを受け古川市の佐々木謙次市長（当時）は市民の信を問うため一旦辞任して出直し市長選に再出馬、3度目の当選を果たした。この結果、期日を1年遅らせ市民病院建設の前倒し等を条件に古川市議会の逆転賛成多数を得て「大崎市」が実現するという経緯をたどった。
しかし、「新市名を『古川市』に変更する」という佐々木市長が出直し市長選で掲げた公約は6町の反対で断念した。これにより古川市では合併の是非を問う住民投票を求める声が上がったが、市議会で否決された。住民投票に反対した市議13名は合併に賛成、住民投票に賛成した市議11名は合併に反対と完全に一致している。
古川市以外の住民意向調査等の動きは以下のとおりだった。
- 鳴子町の住民意向調査（18歳以上の町民全員）では合併反対が過半数だったが、高橋勇次郎町長は「住民意向調査は参考資料。合併是非は議員が決めるべき」と合併を推進した。合併反対派の町民グループが合併の是非を問う住民投票実施を求める直接請求を行ったが、町議会が否決した。
- 三本木町では合併の是非を問う住民投票が行われたが、佐藤武一郎町長は「いかなる投票結果になろうと合併を推進する」と表明した。結果、投票率は開票用件の50%以上に満たず開票されなかった。
- 岩出山町の住民意向調査では、「時代の流れなので合併はやむを得ない」を含めた賛成が50%を超えた。しかし、「時代の流れ」以外の合併賛成票は合併反対票を下回っている。岩出山町では、参考として岩出山中学校の生徒にもアンケート調査を行った。
- 田尻町では、住民意向調査で古川市中心の合併を望む声がわずかに大崎地方東部6町の合併希望を上回った。その前に行われた町職員対象の意向調査では古川市中心希望が圧倒的に多かった。

当選に決定的に作用するほどの論点となった公約である「新市名称を古川市に（古川市長選）」と「市民病院を現在地に早期改築（大崎市長選）」の双方を旧古川・大崎の両市長が当選後に撤回したこと、古川市議会での可決の原動力となった市民病院建設の前倒しも実は財政上実現性に乏しいものであったこと、仙台都市圏にも含まれる町（松山、鹿島台）までを市域にした一体性の乏しさなど全国にも類を見ない合併により誕生した大崎市の行方は予断を許さない。実際に大崎市になると合併協議会での試算を覆す財政難がマスコミによって報じられ合併後間もない2006年9月には市民病院の本院と岩出山分院の建設も延期、2008年2月に表明するまで建設（改築）時期未定とされていた。
また期日が遅れたと同時に合併協定調印式の際に調印された内容も変更され、合併協定書の原本はホームページ上では公表されていない。なお、協定書の原本が公開されないのは全国では珍しいケースである（協定書の中身は、ホームページ上で見ることは可能）。
大崎市という名称に反対していた旧古川市民の一部が、合併後しばらくの間、「条例を改正して市名を古川市に変えよう」という運動を展開し、市役所近くに看板も掲げていた。しかし合併反対派だった議員や住民も、既に議論の中身を「大崎市でどのようなまちづくりをすべきか。財政健全化をどう進めるか」という方向に移しており、市名変更の可能性は極めて低いとみられる。

## 市政
- 市長：伊藤康志（元宮城県議会議長）5期目[12]

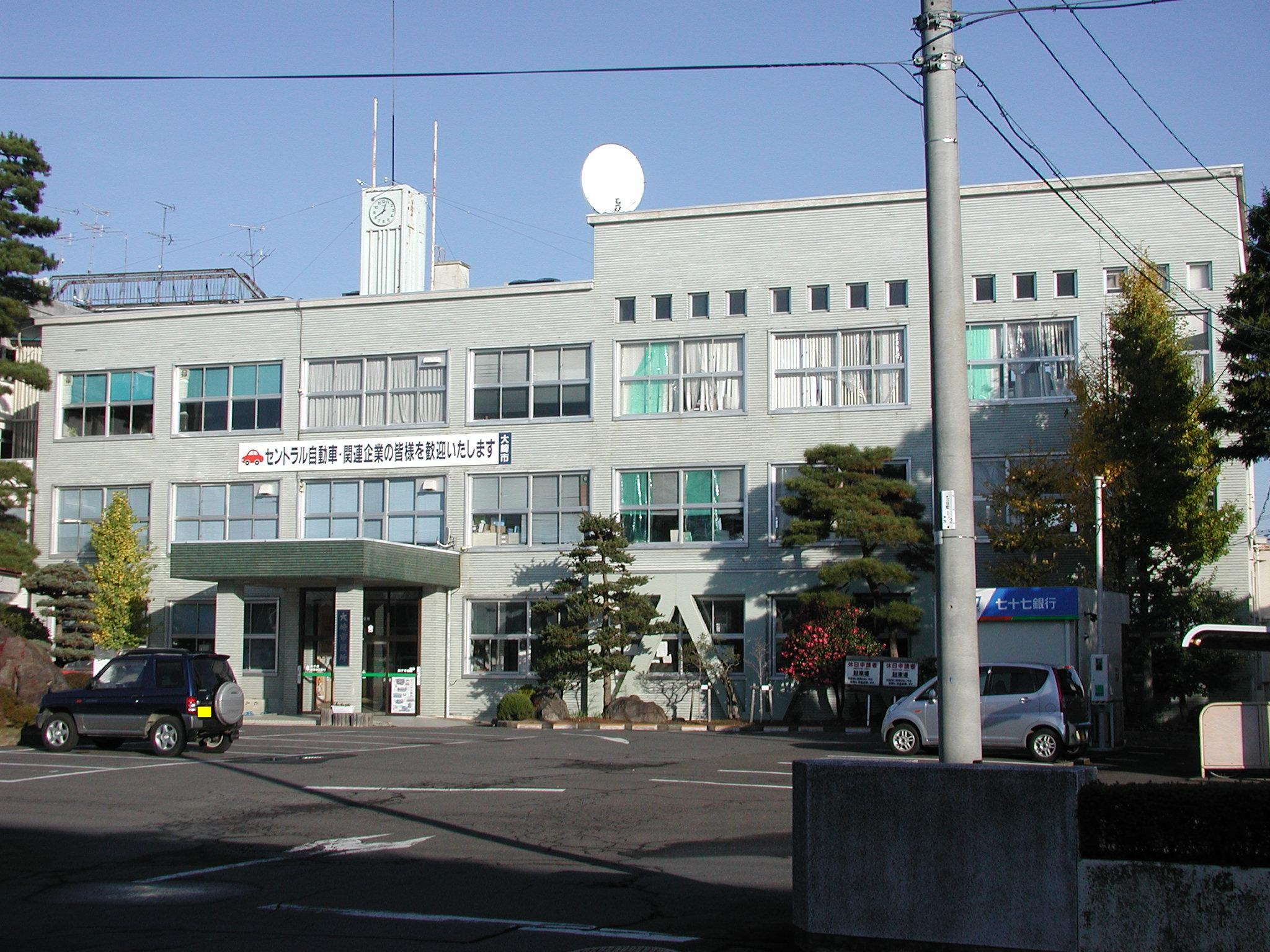
2023年5月まで使用されていた旧本庁舎

- 市役所は古川にあるが手狭なため、議会は三本木庁舎（三本木総合支所と同じ建物）、教育委員会は岩出山庁舎（岩出山総合支所と同じ建物）、農業委員会は古川にある宮城県大崎合同庁舎2階に配置している。2023年5月8日、現庁舎北側に建設された新しい本庁舎に移転し、分散していた議会、教育委員会、農業委員会も集約された[13]。
- 指定金融機関は、七十七銀行となっている（旧・古川市による指定を実質継承）。
- 合併前の旧市町を「地区」ではなく「地域」と呼んでいる（例・旧古川市は「古川地域」）。これは、合併前から存在する「地区」と混同しないようにするため。

### 歴代市長
- 市長職務執行者：佐々木謙次（初代市長選出までの2006年3月31日 - 4月30日）※旧古川市長
- 初代：伊藤康志（2006年5月1日 - ）

### 行政目標
市長の伊藤は以下の公約を公表している。病院建設は当選5ヵ月後の2006年9月議会で計画延期を表明した。その後、2008年2月の市議会全員協議会で市民病院本院の改築完成時期を当初予定の4年遅れとなる2013年度、岩出山分院の改築完成時期を当初予定より3年遅れとなる2011年度とする計画を表明した。その後、本院の建設場所を古川穂波地区に変更することを決め、2010年の市長選でも再選された。
- 大崎市民病院の古川穂波地区への移転新築、在宅介護の充実、地域の治安向上、障害者自立支援
- 一万人雇用機会の創出（流通団地整備、企業誘致、アグリビジネス振興、観光湯巡り街道）
- 第二県都づくり（古川中心部の都市機能強化、24時間型保育所整備、近隣市町との政策連携）
- 行革（行政の効率向上、生産性向上、外部からの専門家登用、市財政健全化）
- 教育（「おおさき宝塾」の創立、中高一貫教育推進、大学誘致）
- 古川の都市機能強化、アクセス道路整備、都市改造
- 観光振興（アジアからの観光客誘致）

### 人口20万人都市構想
伊藤市長は市長選のマニフェストに「20万人都市への挑戦」として「10年間に人口を20万規模に拡大する」「魅力ある地域づくりを推進しながら、県内外からの人口の誘致を図り、大幅な人口増加を実現する」等を掲げていたが、就任から1年を経た2007年6月現在では定住人口のほか交流人口とメールマガジン購読者等の「大崎を応援する人」を加えて20万人都市実現を目指すという路線に変わっている。なお、合併直後の2006年4月1日の人口は139,154人、2007年4月1日には138,402人と減少傾向にある（住民基本台帳人口+外国人登録人口）。2021年には人口約12万5千人に減少している。

### 大崎市流地域自治組織
旧市町単位で地域自治組織「まちづくり協議会」が設置されている。地域自治組織とは、「地域のことは地域で考え、地域で解決していくための仕組み」のこと。

### 総合支所
- 松山総合支所
- 三本木総合支所
- 鹿島台総合支所
- 岩出山総合支所
- 鳴子総合支所（旧鳴子町役場庁舎を使用していたが、老朽化を受け2021年10月に新築移転[19]。鳴子公民館との合築）
- 田尻総合支所（珍しい円形庁舎の旧田尻町役場庁舎を使用していたが、老朽化を受け解体され、2020年2月に跡地に新築された。国の重要文化財「木造千手観音坐像」が収蔵されている）

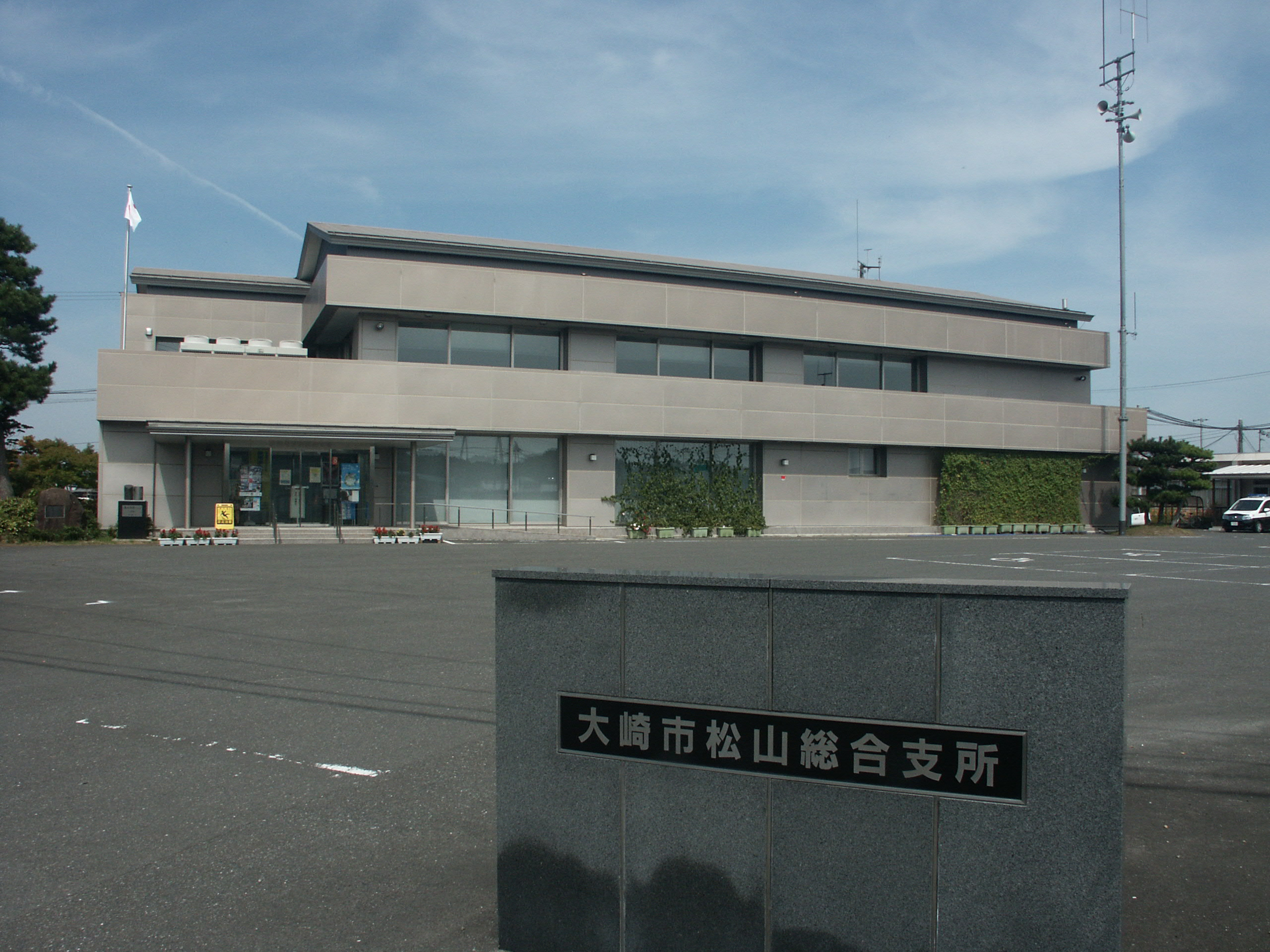
松山総合支所（旧松山町役場庁舎）
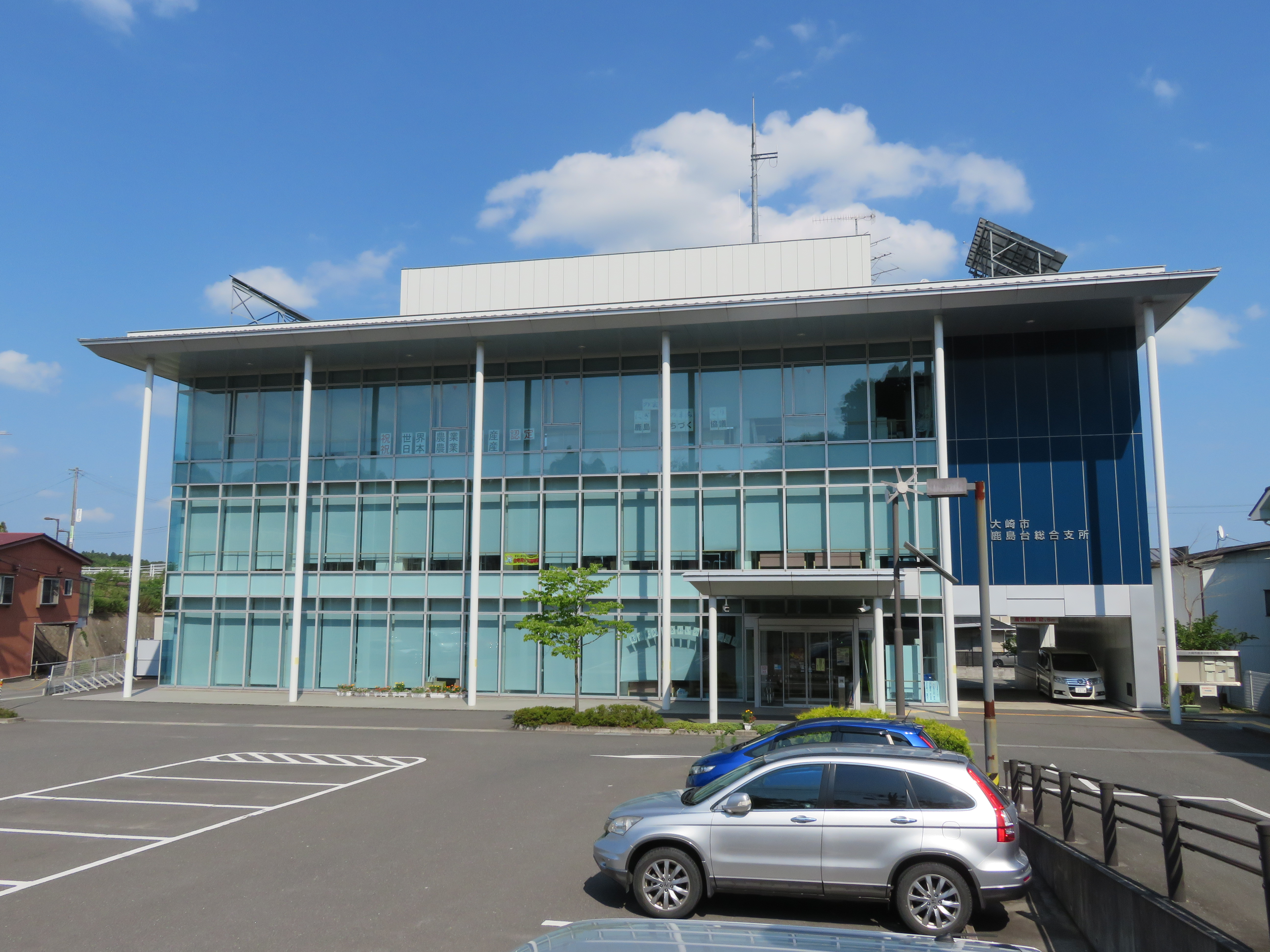
鹿島台総合支所（旧鹿島台町役場庁舎）
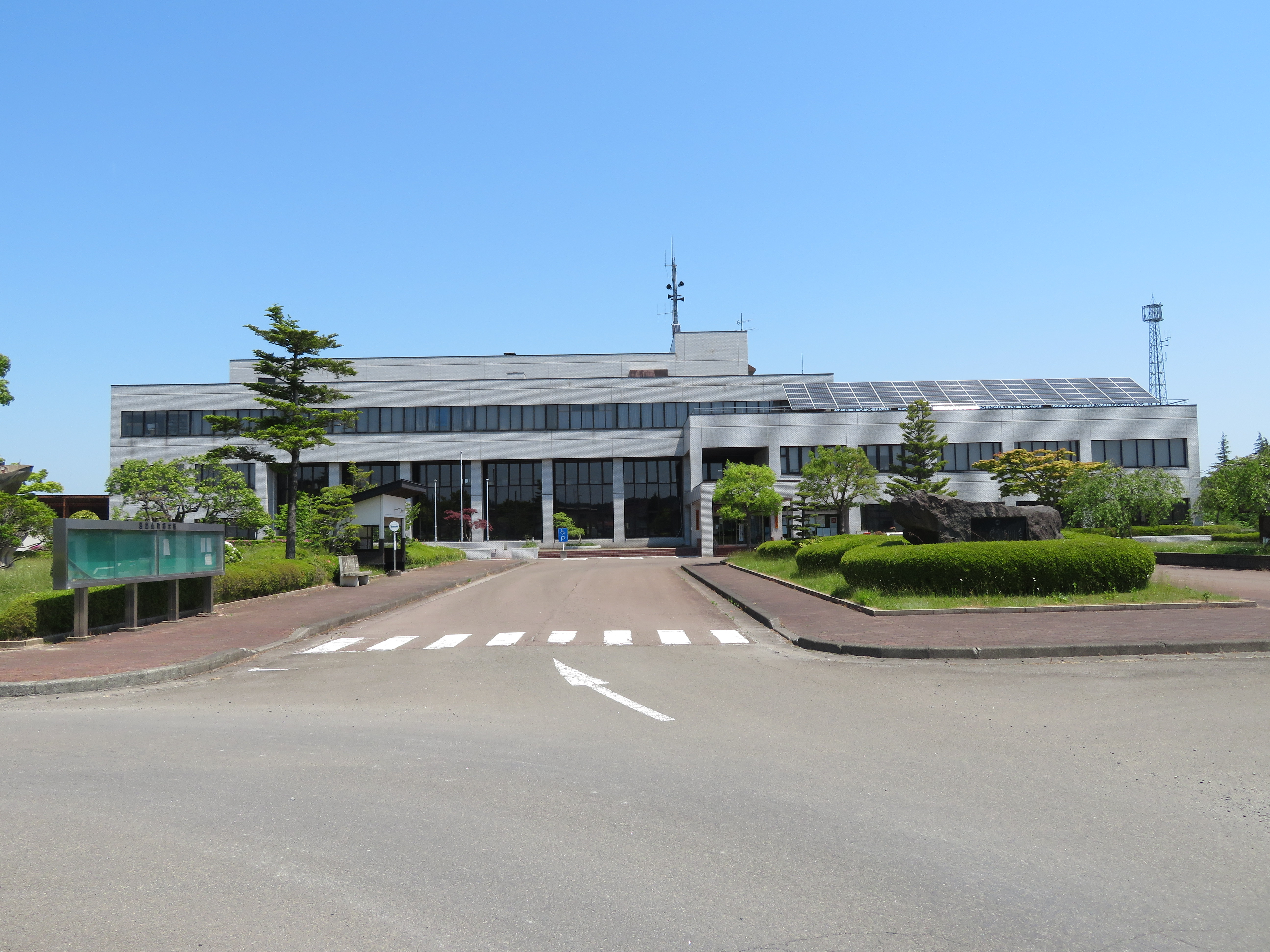
岩出山総合支所（旧岩出山町役場庁舎）
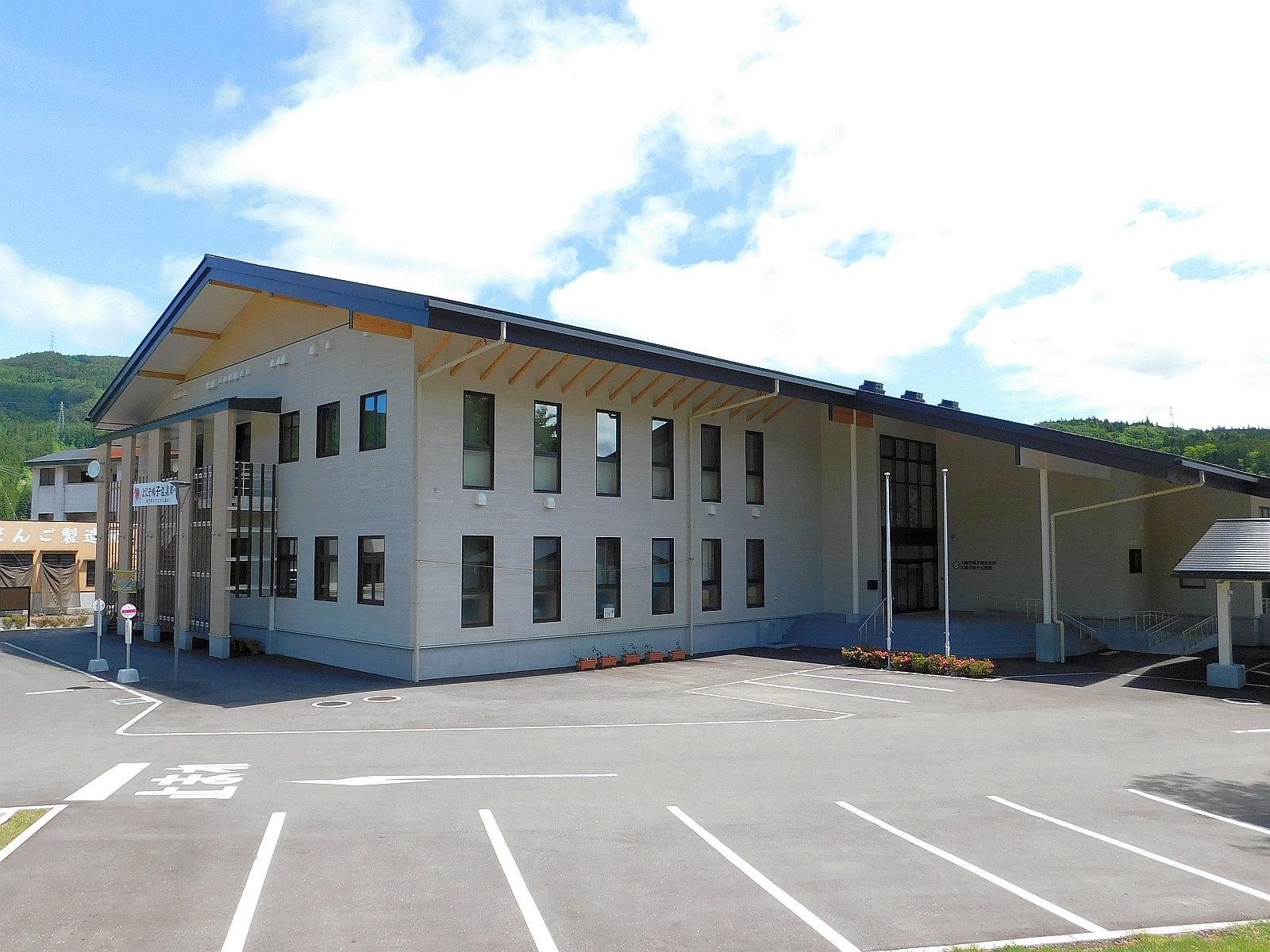
鳴子総合支所
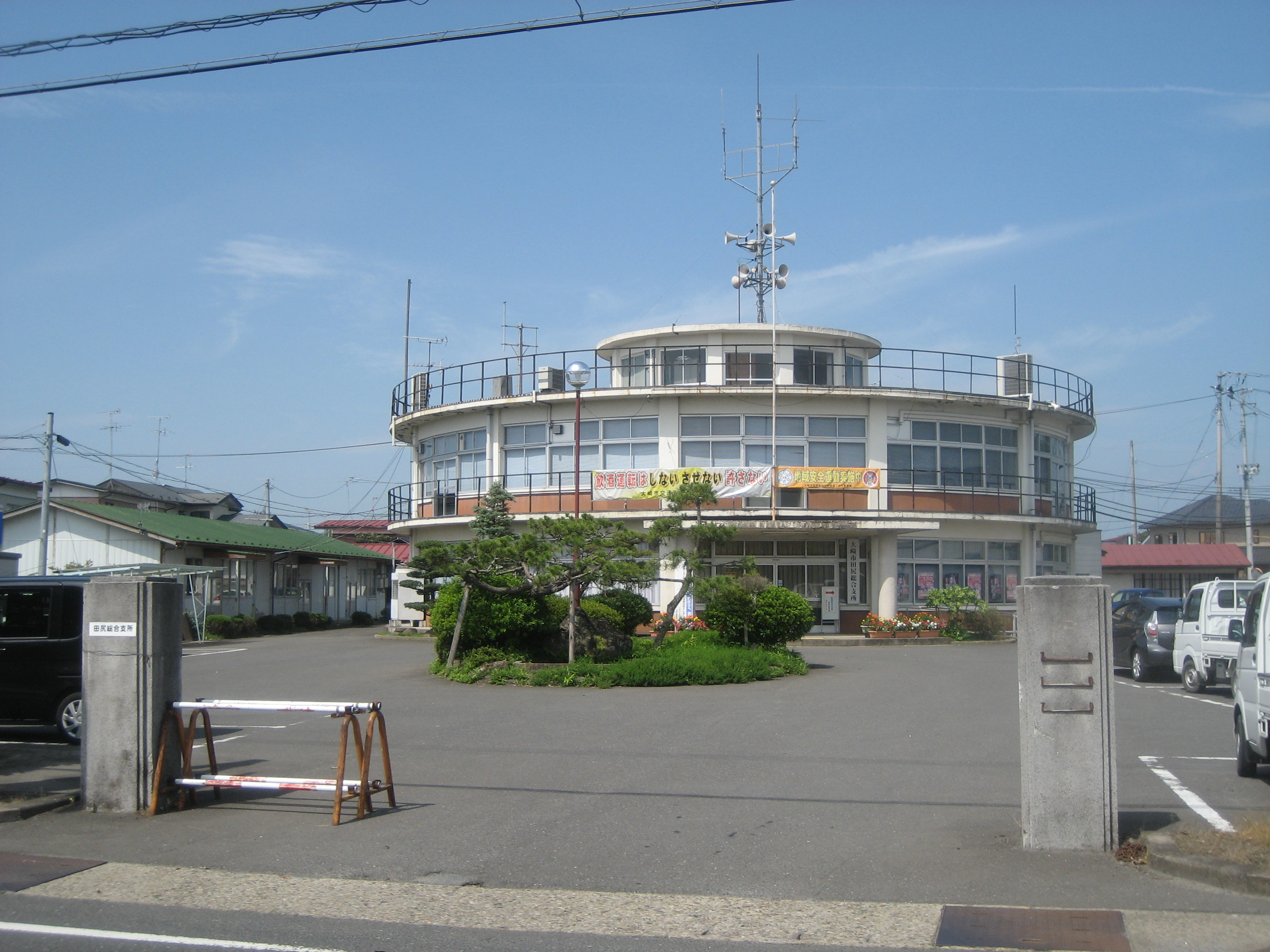
田尻総合支所（旧庁舎）（旧田尻町役場庁舎）
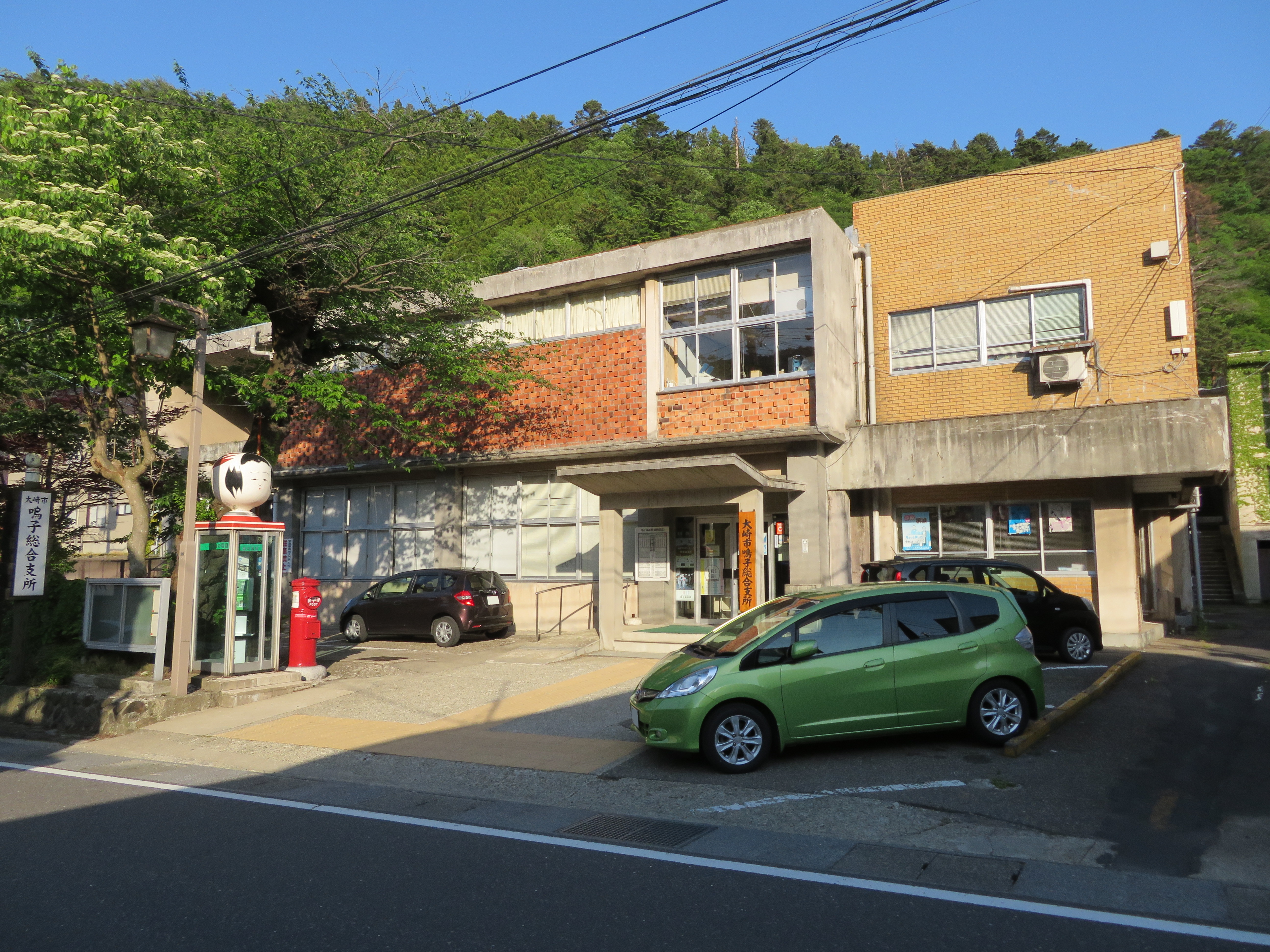
鳴子総合支所（旧庁舎）（旧鳴子町役場庁舎）

## 立法

### 市議会
→詳細は「大崎市議会」を参照
- 定数：28名
- 任期：2022年（令和4年）4月30日 - 2026年（令和8年）4月29日
- 議長：関武徳（大志会）
- 副議長：佐藤講英（改新クラブ）

　※正副議長は申し合わせで2年交代としている。
| 会派名                     | 議席数 | 議員名（◎は代表）                                           |
| -------------------------- | ------ | ----------------------------------------------------------- |
| 新生会                     | 6      | ◎後藤錦信、小嶋匡晴、只野直悦、小玉仁志、木村和彦、法華栄喜 |
| 創新会                     | 5      | ◎佐藤仁一郎、伊勢健一、佐藤弘樹、早坂憂、石田政博           |
| 日本共産党大崎市議会議員団 | 4      | ◎小沢和悦、鎌内つぎ子、木内知子、遊佐辰雄                   |
| 改新クラブ                 | 4      | ◎八木吉夫、佐藤講英、中鉢和三郎、氏家善男                   |
| 大志会                     | 3      | ◎相澤久義、富田文志、関武徳                                 |
| NEXT（ネクスト）           | 3      | ◎鹿野良太、加川康子、藤本勘寿                               |
| 公明党                     | 2      | ◎横山悦子、山田匡身                                         |
| 無会派                     | 1      | 佐藤勝                                                      |

### 県議会
- 選挙区：大崎選挙区
- 定数：4名
- 任期：2019年（令和元年）11月13日 - 2023年（令和5年）11月12日

| 氏名       | 会派名               | 備考                         |
| ---------- | -------------------- | ---------------------------- |
| 中島源陽   | 自由民主党・県民会議 | 第41代議長                   |
| 菊地恵一   | 自由民主党・県民会議 | 第45代議長（現在）           |
| 佐藤仁一   | みやぎ県民の声       | 元岩出山町長、立憲民主党所属 |
| 佐々木征治 | 自由民主党・県民会議 |                              |

### 姉妹都市・提携都市
合併前の市町の国際友好都市・姉妹都市を全て引き継いでいる。ただし、合併後も積極的に交流している所と、合併後まったく交流していない所がある。

#### 海外
姉妹都市
- ミドルタウン市（アメリカ合衆国オハイオ州）
  - 1990年10月18日 オハイオ州国際親善合唱団「プロミセス」が東北公演の際、旧古川市を訪れ、ホームステイしたことを契機として旧古川市と提携。
- 金水区（中華人民共和国河南省鄭州市）
  - 1994年7月19日 旧鹿島台町と青年の船友の会が河南省鄭州を視察した際､古くから黄河による水害との歴史､米作を中心とした農業を基幹産業､発展した地域という､旧鹿島台町と類似した歴史・産業・風土を有していることから提携。
- ダブリン市（アメリカ合衆国ジョージア州）
  - 1998年5月29日 旧三本木町にあるYKKAP㈱東北事業所とYKKAP㈱アメリカダブリン工場で仲を取り持ったことがきっかけで旧三本木町と提携。

#### 国内
提携都市
- 酒田市（山形県）
  - 1982年7月9日 旧松山町と同じ町名が機縁となり提携。
- 台東区（東京都）
  - 1986年1月14日 東北新幹線開業を機に上野浅草キャラバン隊の来古、古川市民号の台東区訪問など交流が深まり提携
- 港南区（神奈川県横浜市）
  - 1990年3月25日 旧三本木町と港南区とも「ひまわり」をシンボルとしていることを機縁として交流証調印。
- 遊佐町（山形県飽海郡）
  - 1992年10月30日 旧鳴子町が町内に多い遊佐姓のルーツが遊佐町にあるという歴史的な関係により提携。
- 田尻町（大阪府泉南郡）
  - 1997年10月10日 旧田尻町と全国で2つの同町名が機縁となり締結。
- 宇和島市（愛媛県）
  - 1999年3月27日 旧岩出山町が宇和島城の初代藩主秀宗の育った故郷で、岩出山の初代藩主が秀宗の弟、宗泰であったという歴史的関係により提携。
- 当別町（北海道石狩振興局石狩郡）
  - 2000年10月12日 旧岩出山町が明治4年、仙台藩岩出山の領主・伊達邦直公が家臣ともども現当別町に移住し、開拓を始めたことを機縁として提携。
- 黒部市（富山県）2021年11月5日締結。合併後では初めての締結先。

その他
- 伊達な小京都「岩出山」として全国京都会議に加盟している。

## 公共機関

### 警察
- 古川警察署（管轄：旧古川市、旧松山町、旧三本木町、旧鹿島台町及び旧田尻町）※合併翌日の2006年4月1日付で、それまで旧小牛田警察署が担当してきた旧田尻町も管轄となった。
- 鳴子警察署（管轄：旧鳴子町及び旧岩出山町）

※ 大崎市内に「大崎警察署」は存在しないが、古川署と鳴子署の統合が検討されており、実現すれば、古川地区に設置される予定の統合警察署は、「大崎警察署」という名称が仮称として示されている。

### 消防
- 大崎地域広域行政事務組合消防本部
  - 古川消防署
    - 田尻分署
    - 志田分署
    - 三本木出張所

### 医療
救急指定病院
- 大崎市民病院（災害拠点病院）
- 大崎市民病院岩出山分院
- 大崎市民病院鹿島台分院
- 大崎市民病院鳴子温泉分院
- 医療法人永仁会永仁会病院
- 古川星陵病院
- 古川民主病院
- 徳永整形外科病院

## 経済

### 産業

#### 第一次産業
- 稲作が盛んであり、ササニシキ、ひとめぼれ、ささ結（東北194号の大崎市独自ブランド名）など銘柄米の発祥地である。
- 宮城県の大豆生産（北海道に次いで全国第2位）の約3分の1を担っている。

#### 第二次産業
- 電子機器工場（アルプスアルパイン古川開発センター・古川第2工場）、精密機械工場（ケミコン宮城）
- 住宅建材工場（三本木地域・YKK AP）
- 醸造業（松山地域・一ノ蔵酒造）など

#### 第三次産業
古川地域に集中的に立地。鳴子の温泉、鬼首のスキー場などの観光業が盛ん。鳴子温泉郷は「青春18きっぷで行く温泉番付」で東の横綱に選ばれるほど泉質が豊富。

#### バイオマスタウン構想
農業で出る廃棄物等（稲の藁や籾殻、家畜の糞尿、野菜くずなど）を活用し、バイオマス製品やエネルギーに再利用する取り組みを進めている。三本木や鳴子温泉で栽培される菜の花、田尻の蕪栗沼に生息する葦など、大崎市ならではの資源も利用する。

#### 商工団体
- 古川商工会議所（古川）
- 大崎商工会（松山、三本木、鹿島台、田尻）
- 玉造商工会（岩出山、鳴子温泉）

## 郵便
郵便局
- 古川郵便局（集配局）
- 鹿島台郵便局（集配局）

- 田尻郵便局（集配局）
- 三本木郵便局（集配局）

- 岩出山郵便局（集配局）
- 川渡郵便局（集配局）

- 鳴子郵便局（集配局）
- 鬼首郵便局（集配局）

- 松山郵便局
- 陸前大貫郵便局
- 本田尻郵便局
- 敷玉郵便局

- 古川稲葉郵便局
- 古川南町郵便局
- 古川駅前郵便局

- 古川千手寺町郵便局
- 西古川駅前郵便局
- 清滝郵便局

- 荒谷郵便局
- 真山郵便局
- 池月郵便局

簡易郵便局
- 鹿島台大沢簡易郵便局
- 蕪栗簡易郵便局
- 志田簡易郵便局

- 高倉簡易郵便局
- 東大崎簡易郵便局
- 富永簡易郵便局

- 上野目簡易郵便局
- 西大崎簡易郵便局
- 名生定簡易郵便局

- 東鳴子簡易郵便局
- 中山平簡易郵便局

## 教育

### 大学・短期大学
- 宮城誠真短期大学

### 専修学校
- 宮城県農業大学校（2年制の専修学校、市内に水田経営学部と畜産学部がある）

### 高等学校
- 宮城県古川高等学校
- 宮城県古川黎明高等学校
- 宮城県古川工業高等学校
- 宮城県松山高等学校
- 宮城県岩出山高等学校
- 宮城県田尻さくら高等学校
- 宮城県鹿島台商業高等学校
- 古川学園高等学校
- 大崎中央高等学校

### 義務教育学校
- 大崎市立古川西小中学校
- 大崎市立鳴子小中学校

### 中学校
- 宮城県古川黎明中学校
- 大崎市立古川中学校
- 大崎市立古川東中学校
- 古川学園中学校
- 大崎市立古川北中学校
- 大崎市立古川南中学校
- 大崎市立松山中学校
- 大崎市立三本木中学校
- 大崎市立鹿島台中学校
- 大崎市立岩出山中学校
- 大崎市立田尻中学校

### 小学校
- 大崎市立古川第一小学校
- 大崎市立古川第二小学校
- 大崎市立古川第三小学校
- 大崎市立古川第四小学校
- 大崎市立古川第五小学校
- 大崎市立古川西小中学校
- 大崎市立古川北小学校
- 大崎市立松山小学校
- 大崎市立下伊場野小学校
- 大崎市立三本木小学校
- 大崎市立鹿島台小学校
- 大崎市立岩出山小学校
- 大崎市立田尻小学校
- 大崎市立沼部小学校
- 大崎市立大貫小学校

### 特別支援学校
- 宮城県立古川支援学校

### 学校教育以外の施設

#### 職業訓練
- 宮城県立大崎高等技術専門校（職業能力開発校）
- 大崎地域高等職業訓練校（職業訓練法人大崎地域職業訓練協会による職業訓練施設）
- 大崎地域職業訓練センター（地域職業訓練センター）

#### その他
- 日本国際高等学院古川校
- 日本国際高等学院鹿島台校
- 大崎市医師会附属高等看護学校
- 大崎市医師会附属准看護学校
- 大崎市図書館

## 交通

### 鉄道
東日本旅客鉄道（JR東日本）
- 東北新幹線
  - 古川駅
- 東北本線

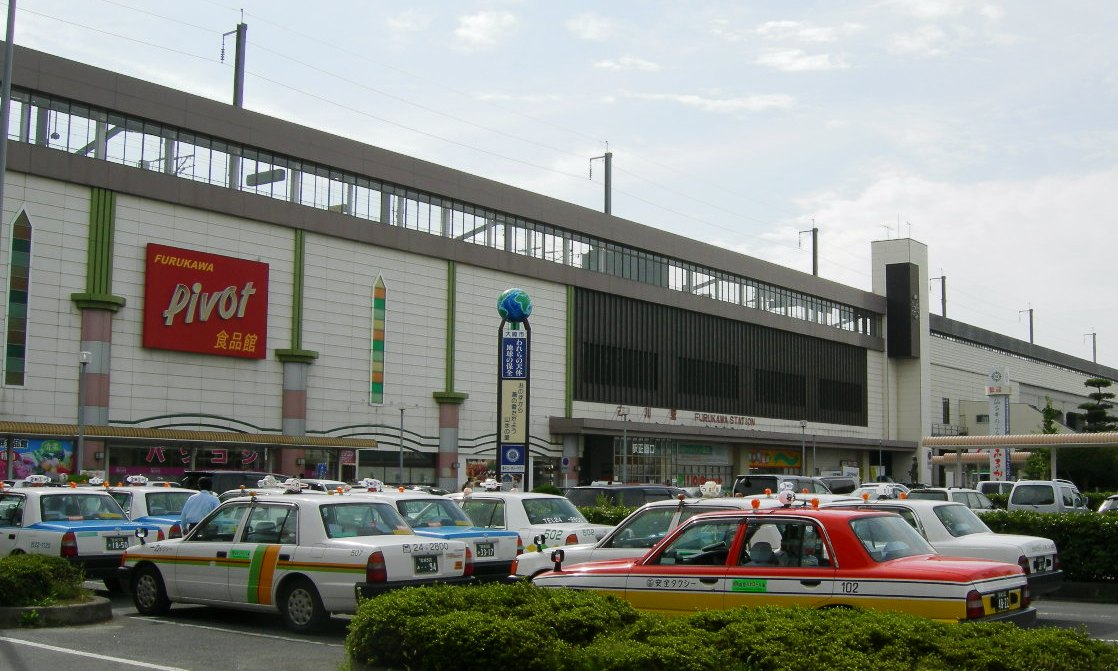
古川駅

  - 鹿島台駅 - 松山町駅 -（美里町）- 田尻駅
- 陸羽東線（奥の細道湯けむりライン）
  - 古川駅 - 塚目駅 - 西古川駅 - 東大崎駅 - 西大崎駅 - 岩出山駅 - 有備館駅 - 上野目駅 - 池月駅 - 川渡温泉駅 - 鳴子御殿湯駅 - 鳴子温泉駅 - 中山平温泉駅

### かつて存在した鉄道路線
- 古川馬車鉄道（1900年 - 1913年）
- 松山人車軌道（1922年 - 1928年）
- 仙台鉄道（1925年 - 1960年）

### 高速バス
- 仙台 - 古川線（JRバス東北・ミヤコーバス）
- 仙台 - 鳴子線（ミヤコーバス）
- ドリームササニシキ号（ジェイアールバス東北）

### 路線バス
ミヤコーバスが古川駅前を基点として市内各所や栗原市・加美郡・黒川郡などへ運行している。また、鳴子温泉・鹿島台の各地域内において旧町営の路線を引き継いだ市民バスを運行しており、美里町の住民バスも古川駅前・鹿島台駅前まで乗り入れている。
- ミヤコーバス（色麻線）
- 大崎市民バス（幹線・広域バス路線、鹿島台・鳴子温泉の各地域）
- 美里町住民バス（古川駅・鹿島台駅に乗り入れ）

### 道路

#### 高速道路
- 東北自動車道：三本木PA（スマートIC併設）、(31) 古川IC、長者原SA（スマートIC併設）

#### 一般国道
- 国道4号
- 国道47号
- 国道108号
- 国道346号
- 国道347号
- 国道457号

#### 県道
- 宮城県道1号古川佐沼線
- 宮城県道15号古川登米線
- 宮城県道16号石巻鹿島台色麻線
- 宮城県道17号栗駒岩出山線
- 宮城県道19号鹿島台高清水線
- 宮城県道29号河南築館線
- 宮城県道32号古川松山線
- 宮城県道40号利府松山線
- 宮城県道56号仙台三本木線
- 宮城県道59号古川一迫線
- 宮城県道60号鹿島台鳴瀬線
- 宮城県道63号最上鬼首線
- 宮城県道146号小牛田松島線

- 宮城県道149号鹿島台停車場線
- 宮城県道152号涌谷三本木線
- 宮城県道153号松山停車場線
- 宮城県道156号小野田三本木線
- 宮城県道157号中新田三本木線
- 宮城県道158号坂本古川線
- 宮城県道162号清水下狼塚線
- 宮城県道164号岩出山停車場線
- 宮城県道165号古川岩出山線
- 宮城県道166号岩出山上蝦沢線
- 宮城県道167号真山高清水線
- 宮城県道168号池月停車場線
- 宮城県道170号鳴子停車場線

- 宮城県道171号吹上鬼首線
- 宮城県道173号涌谷田尻線
- 宮城県道174号田尻停車場線
- 宮城県道175号田尻瀬峰線
- 宮城県道226号岩出山宮崎線
- 宮城県道242号大迫松山線
- 宮城県道248号沼倉鳴子線
- 宮城県道249号岩入一迫線
- 宮城県道253号鳴子池月線
- 宮城県道266号化女沼公園線
- 宮城県道267号鳴子小野田線

## 名所・旧跡・観光スポット

### 観光・レジャー
鳴子温泉地域は温泉を主とした観光地区で、ホテル・旅館が多く立地する。陸羽東線の駅名を温泉付きに改名するなど、温泉観光には力を入れている。冬はスキー場観光、秋の鳴子峡紅葉観光でも有名である。秋田県と接する鬼首地区は東北有数のスキーリゾートであり、間欠泉が点在する。鳴子温泉地域は大きく5つの温泉地域（鳴子、東鳴子、川渡、中山平、鬼首）に分けられ、それぞれ異なる泉質を持つ個性的なエリアとして独立している。
岩出山地域は仙台移転前の伊達氏の居城である岩出山城の城下町として発展し、城下町特有の風情が漂う。有備館など歴史的建造物や遺構が数多く残る。
田尻地域の蕪栗沼（かぶくりぬま）はラムサール条約登録の渡り鳥の飛来地で、野鳥観察が行える。
松山地域は日本酒（一ノ蔵）の醸造工場がある関係で酒ミュージアムがあり酒造りの工程や道具の展示のほか、酒の歴史や酒酔いのしくみ、酒器などの雑学も学べる。
三本木地域の「ひまわりの丘」は夏季には視界一面がひまわりの花で埋め尽くされる。更に昭和半ば程まで国内で使用されていた亜炭についての記念館がある。
鹿島台地域では江戸期・明治期以来の排水施設（注・但し所在地は松島町である）や「わらじ村長」と呼ばれ、水害克服と品井沼干拓事業に尽力した鎌田三之助に関する施設があり、鹿島台地区の水害の脅威と水害克服の歴史を学ぶことができる。他にも90余年も続く東北最大級の「鹿島台互市」が行われている。
- 鳴子峡・大深沢橋
- 鳴子峡の峡谷内
- 城山公園（岩出山城跡）
- 有備館
- 大崎市三本木亜炭記念館
- 大崎市松山ふるさと歴史館
- 蕪栗沼
- 化女沼

鳴子温泉地域
- 鳴子温泉郷
  - 鳴子温泉
  - 東鳴子温泉
  - 鬼首温泉
  - 中山平温泉
  - 川渡温泉
- リゾートパークオニコウベ
- 吹上高原キャンプ場
- 荒雄湖畔公園
- 上野々スキー場
- 鳴子峡
- 鬼首番所跡
- 尿前の関跡
- 潟沼
- 間欠泉
- 日本こけし館
- 鳴子熱帯植物園
- 温泉神社
- 温泉石神社
- 荒雄川神社

岩出山地域
- 中鉢美術館（刀剣美術館）

鳴子峡・大深沢橋
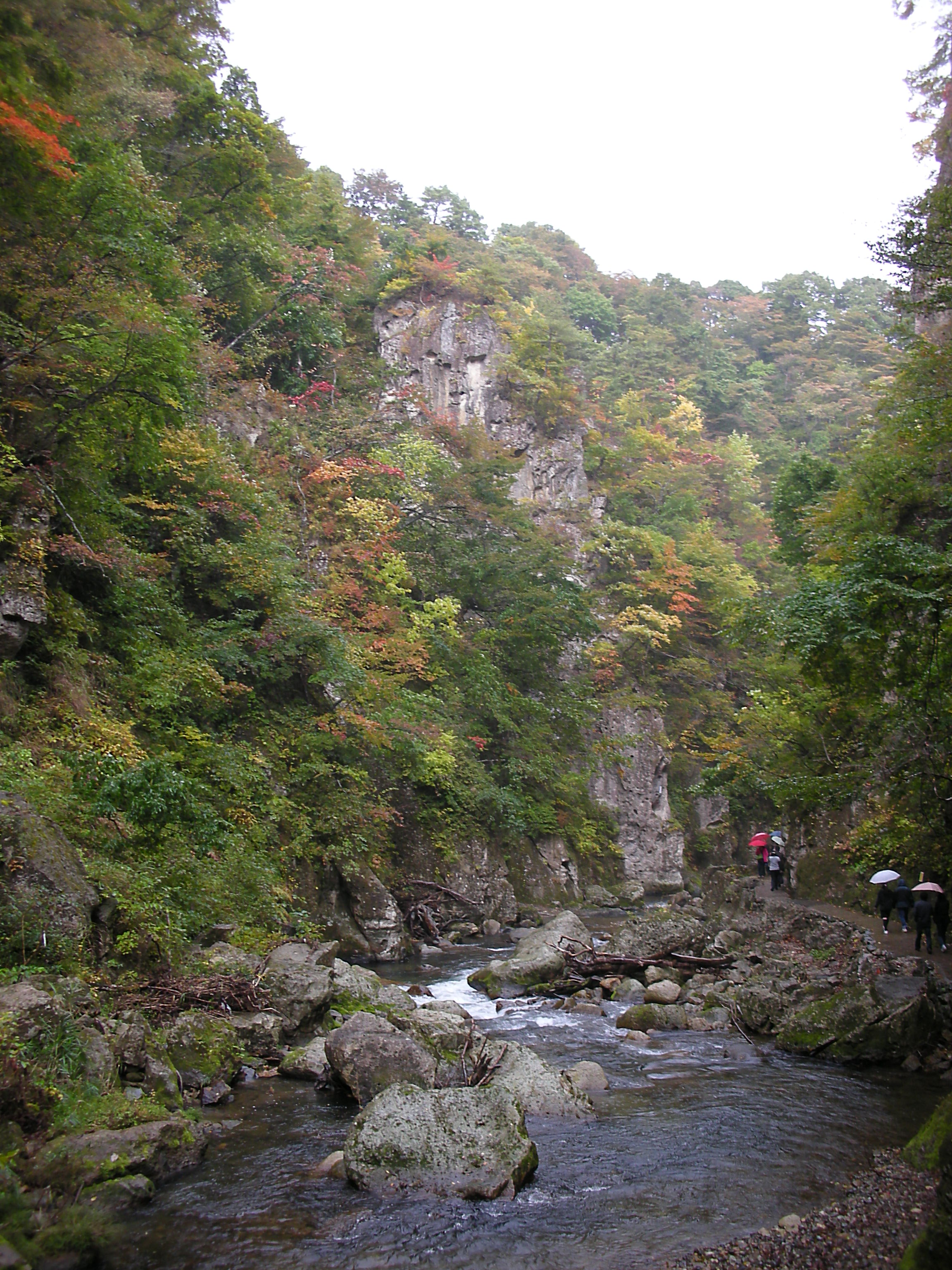
鳴子峡の峡谷内
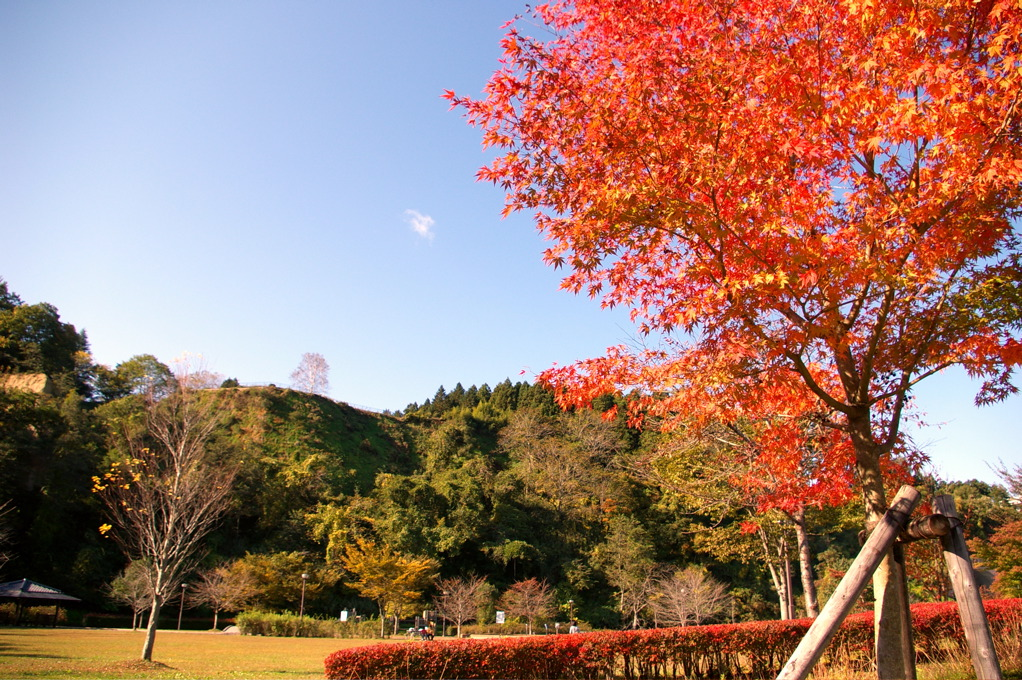
城山公園（岩出山城跡）
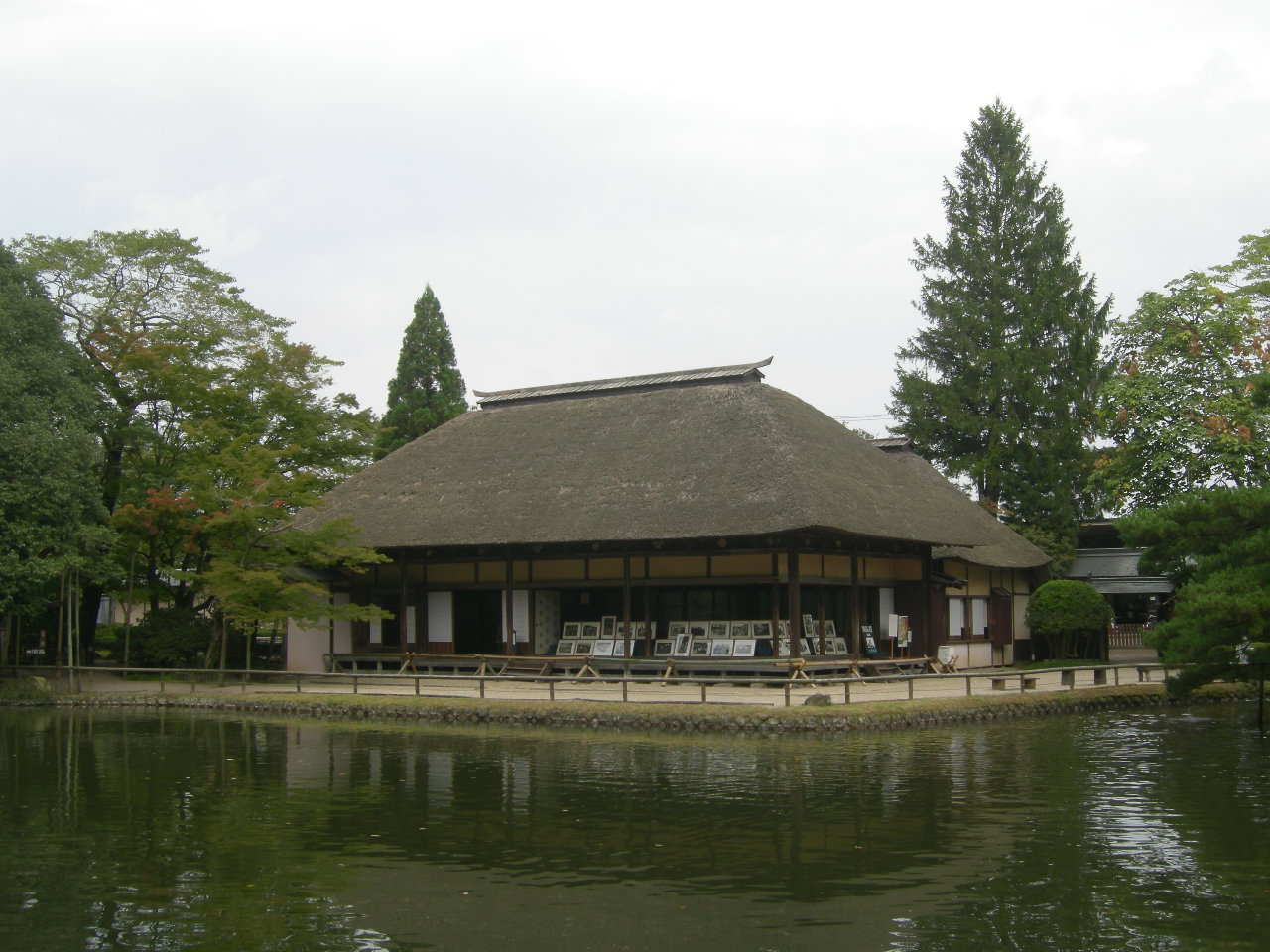
有備館
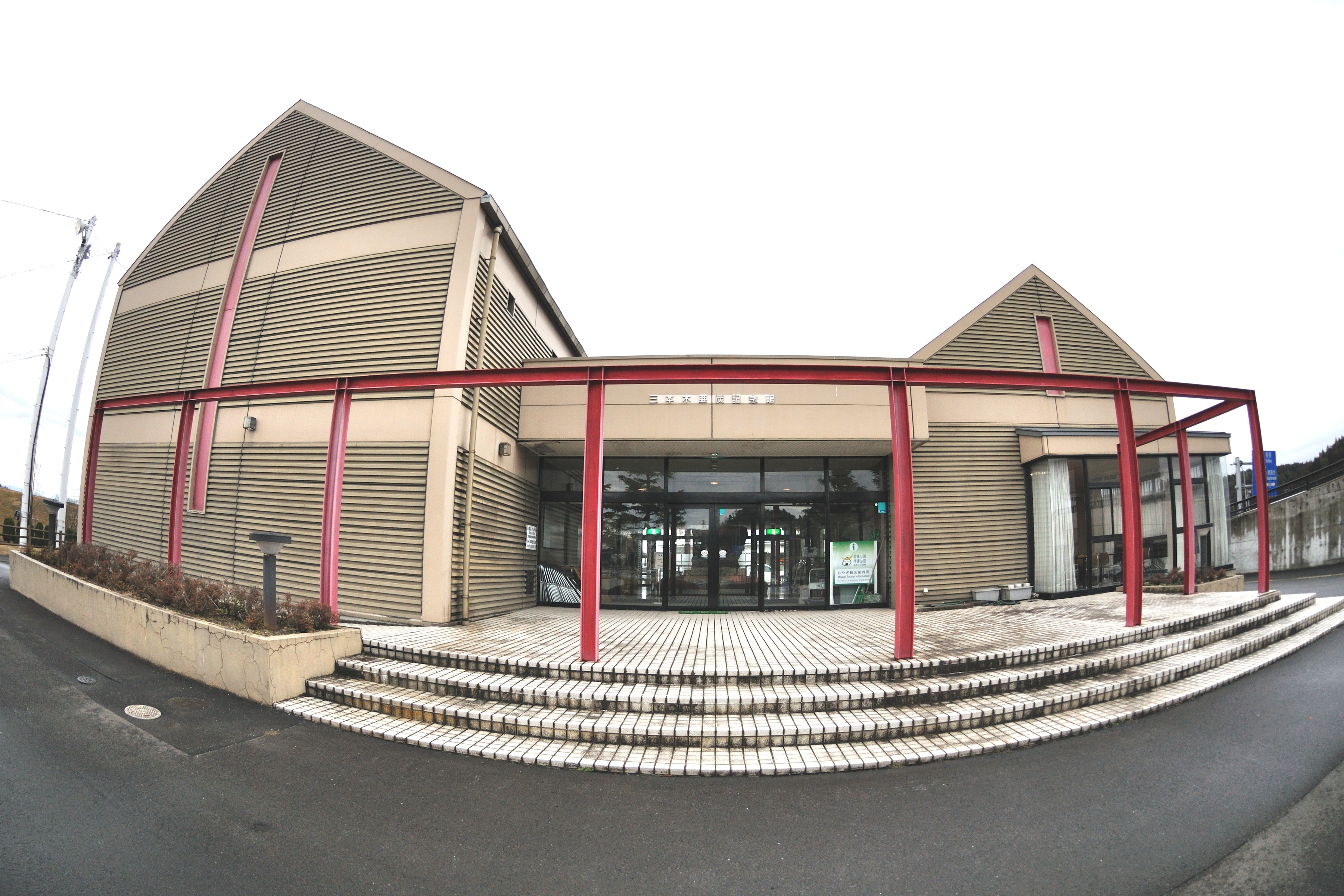
大崎市三本木亜炭記念館
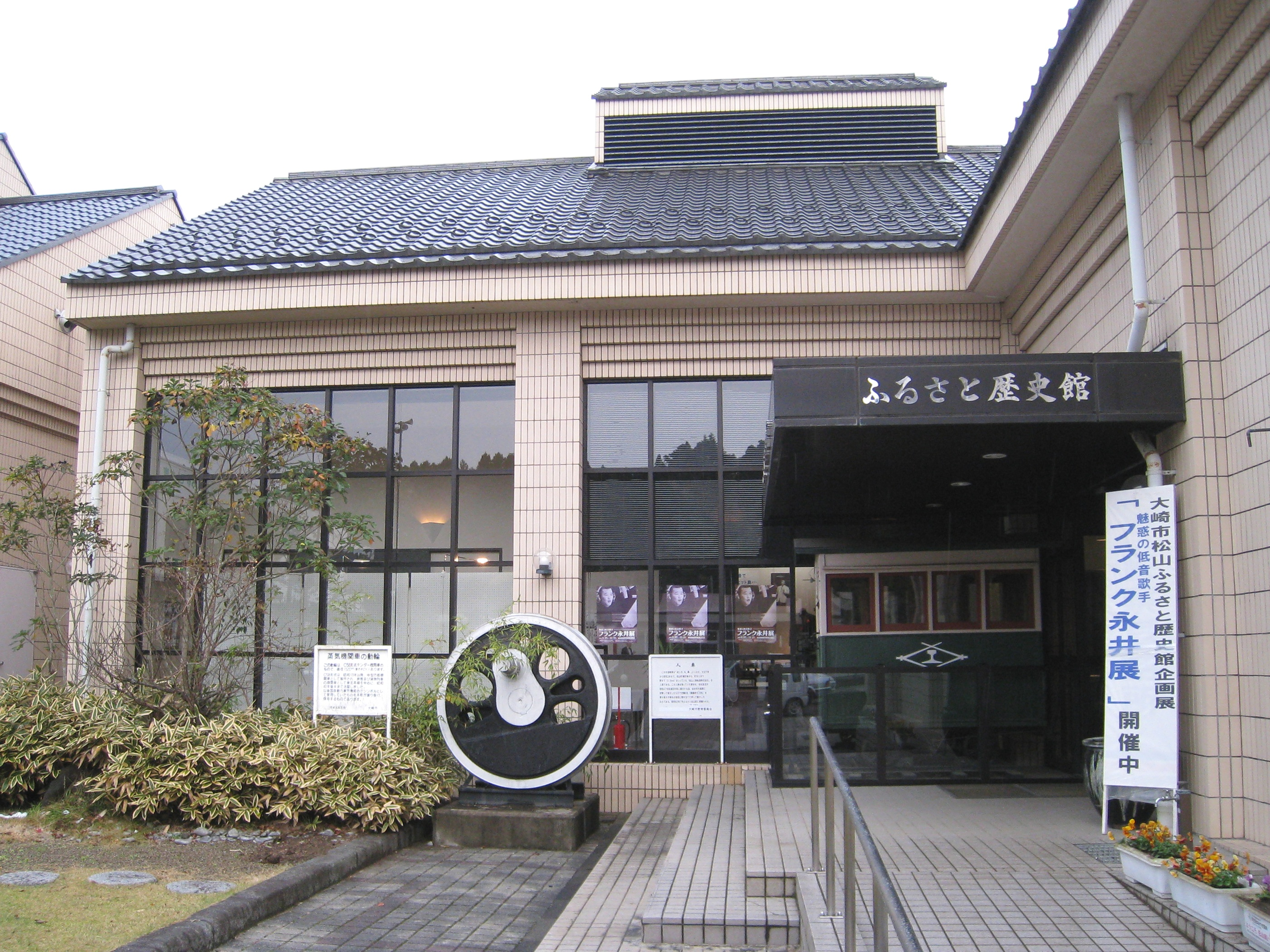
大崎市松山ふるさと歴史館
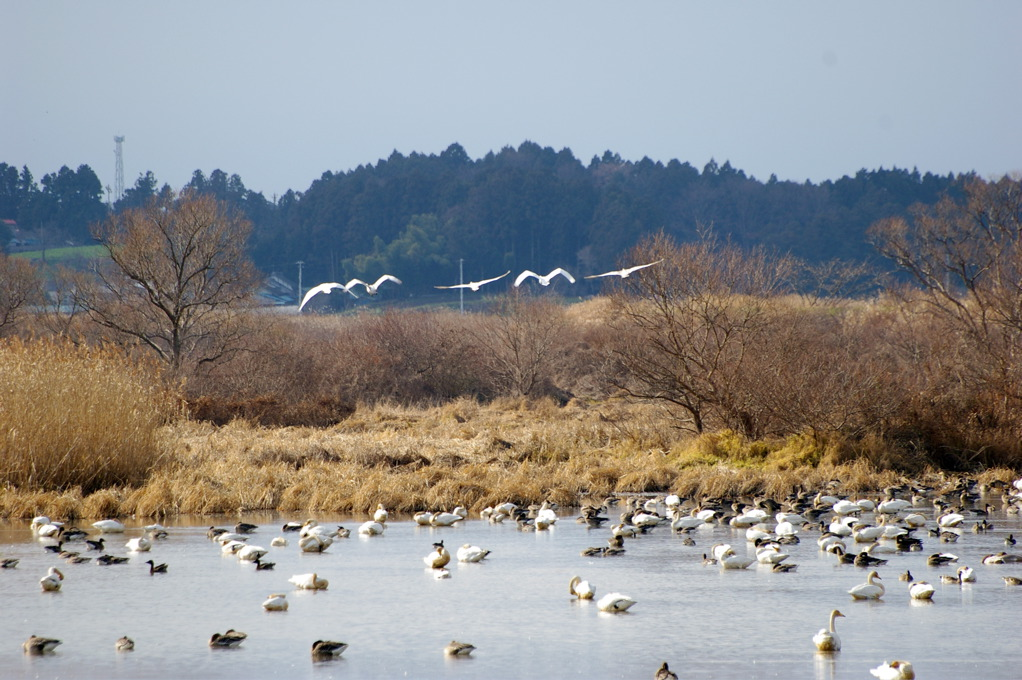
蕪栗沼
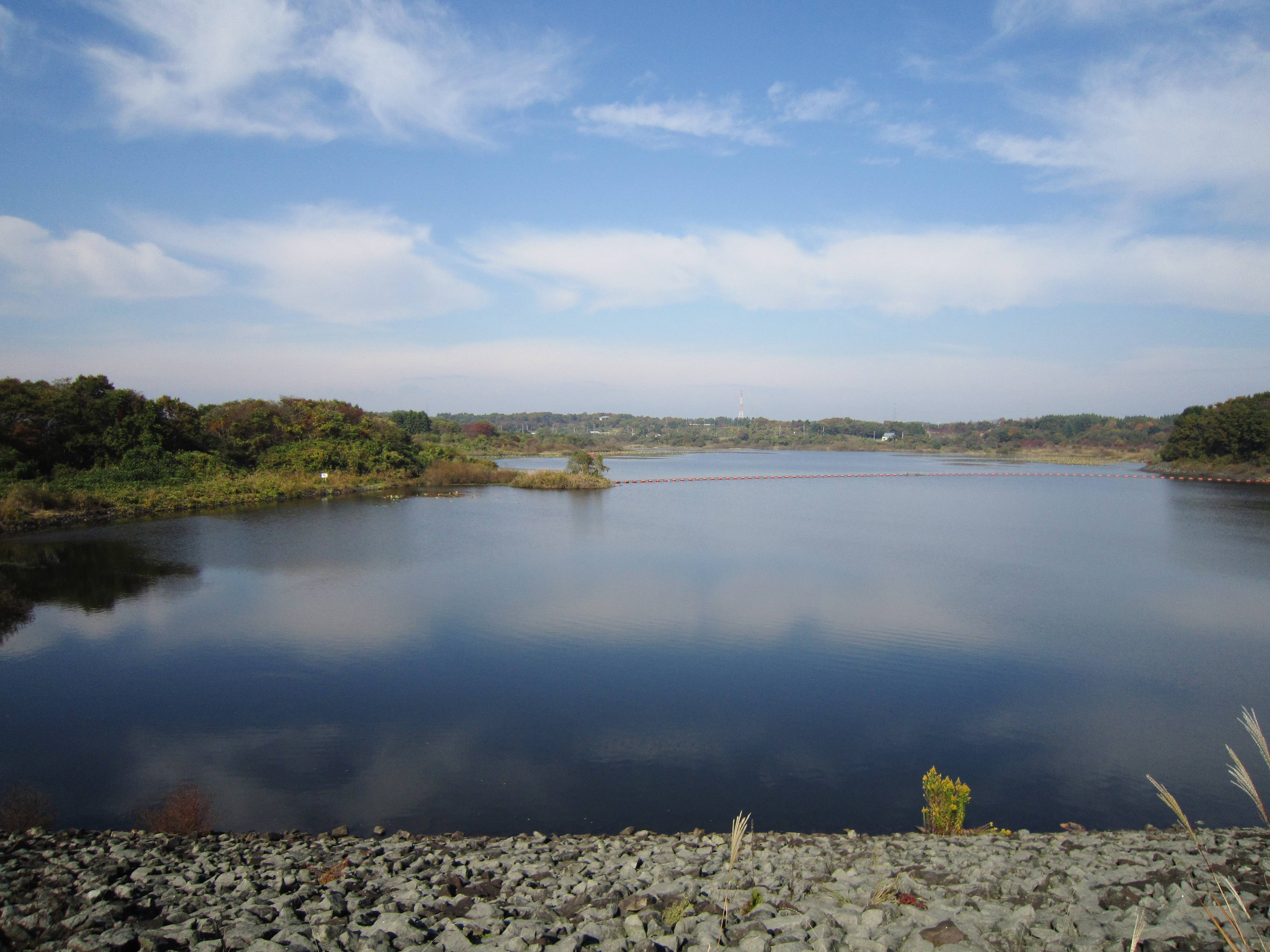
化女沼

- 旧有備館（国の史跡、主屋は東日本大震災で倒壊後復旧）
- 感覚ミュージアム
- 竹工芸館
- 岩出山いこいの森
- あ・ら・伊達な道の駅
- 内川（疏水百選）
- 天王寺一里塚（国の史跡・陸奥上街道の一里塚）

三本木地域
- 道の駅三本木・やまなみ
  - 大崎市三本木亜炭記念館
- ひまわりの丘
- ひまわり温泉 花おりの湯
- 湯殿山大権現
- 館山公園（桑折城跡）
- 豆坂温泉
- テレトラック三本木（岩手競馬場外馬券売場）

松山地域
- 松山華の蔵
- 松山ふるさと歴史館
- 松山御本丸公園（千石城跡）
- 羽黒山公園

鹿島台地域
- 鹿島台憩の森
- 鹿島台学童農園
- 鹿島台神社
- 滝沢不動尊
- 八穴横穴古墳
- 石竹貝塚
- 鳴瀬川白鳥飛来地
- みちのく温泉（ホテル 湯治館 そよ風）
- 鎌田三之助展示室（鎌田記念ホール）
- 竹谷大江堀

田尻地域
- 加護坊山（かごぼうやま）
  - 四季彩館
  - 加護坊パークゴルフ場
- 蕪栗沼（ラムサール条約登録地、2005年登録）
- 大崎八幡神社（仙台市青葉区の大崎八幡宮の元）
- 農村運動公園
  - 公園の中の宿「ロマン館」
  - 産地直売安心市場「さくらっこ」
  - 加護坊温泉 さくらの湯
- 弘安七年の碑（1284年の年号が刻まれた供養碑）

古川地域
- 道の駅おおさき
- 荒雄公園
  - 吉野作造記念館
  - 祥雲閣
- 緒絶橋・緒絶川
  - リサイクルデザイン工房
  - 市民ギャラリー緒絶の館
  - みちのく古川食の蔵「醸室（かむろ）」
- 大崎生涯学習センター（パレットおおさき）
- 化女沼
  - 化女沼・古代の里
  - 化女沼観光資料館
  - 化女沼レジャーランド
- 清滝不動の滝
- 古川羽黒山公園
- 斗瑩稲荷神社（源義経白狐伝説・北辰一刀流開祖千葉周作生い立ちの地）
- 光明寺（北辰夢想流剣術・千葉氏菩提寺）
- 八坂神社
- 氷室薬師
- 小野小町の墓
- 日光山古墳公園
- 大崎市古川体育施設
  - 大崎市古川総合体育館
  - 大崎市古川武道館
  - 大崎市古川屋内運動場

### 文化財
- 木造千手観音坐像（国の重要文化財、田尻総合支所内に収蔵）
- 恵比須田遺跡（田尻）
  - 出土した遮光器土偶（東京国立博物館所蔵）は1981年、国の重要文化財に指定
- 木戸瓦窯跡（国の史跡、1976年指定、田尻）
- 中沢目貝塚（国の史跡、1988年指定、田尻）
- 祇劫寺（本堂は県指定文化財、田尻大貫字宿上屋敷）
  - 祇劫寺のマルミガヤ（県指定天然記念物）
  - 祇刧寺のコウヤマキ（国の天然記念物、1976年指定）
- 山畑横穴群（国の史跡、1973年指定、三本木）
- 石雲寺のコウヤマキ（県指定天然記念物、松山千石大欅）
- 茂庭家霊屋（県指定文化財、松山）
- 須江家住宅（県指定文化財、岩出山）
- 青塚古墳（市指定史跡、古川）
- 瑞川寺山門（市指定文化財、古川）
- 安国寺・木造阿弥陀如来坐像（県指定文化財、古川）
- 熊野神社・銅造阿弥陀如来像懸仏（県指定文化財、古川）
- 長久寺のマルミガヤ（県指定天然記念物、古川）
- 大吉山瓦窯跡（国の史跡、古川）
- 宮沢遺跡（国の史跡、古川）
- 名生館官衙遺跡（国の史跡、古川）
- 松谷家住宅（国の登録有形文化財、古川）

## 祭事・催事
1月14日のどんと祭（裸参り）、4月下旬の桜まつり、8月の夏祭り、春と秋の互市は市内各地で催される。

### 祭り
- 加護坊桜まつり（4月下旬 - 5月上旬、田尻）
- 大豆坂地蔵尊例大祭（4月24日、三本木）
- 菜の花まつり（5月、三本木）
- 藤まつり（5月、古川）
- 八坂神社例大祭（7月13日 - 15日、古川）
- 古川まつり（8月2日 - 4日、古川）
- 内川夏まつり 有備館まつり（8月第2土曜日、岩出山）
- ひまわりまつり（8月、三本木）
- ザ・祭り IN さんぼんぎ（8月14日、三本木）
- 加茂神社例大祭（8月22日・23日、田尻）
- 全国こけし祭（9月上旬、鳴子）
- 政宗公まつり（9月第2土日曜日、岩出山）
- 米倉鹿嶋神社の献饌行事（県指定無形民俗文化財）（9月9日・10日、古川）
- 熊野神社例祭（9月18日・19日、田尻）
- コスモスまつり（9月下旬、松山）
- 正一位 斗瑩稲荷神社秋季例大祭（10月9日・10日、古川荒谷）
- 古かわ里の秋まつり（10月第4週土日、古川）

### イベント
- 互市
  - 古川八百屋市（やおやまち）（4月 - 6月の3と7の日）※7月から11月までは毎週日曜に「日曜朝市」を開催
  - 田尻互市（4月4日 - 5日、11月上旬）
  - 鹿島台互市（4月、11月の10 - 12日）
  - 岩出山互市（4月、11月の15・16日）
- 田尻クロスカントリー大会（2月第1日曜日、田尻）
- パークゴルフ全国交流大会「さくらカップ」（4月下旬（前夜祭、大会）、田尻）
- おおさきジャンボ肉まつりinかごぼう（8月第4日曜日、田尻）
- 政宗公杯モトクロス大会（11月上旬、岩出山）
- 岩出山バルーンフェスティバル（11月下旬、岩出山）
- 伯楽星カップ（バレエ大会）

## 大崎市関連の作品

### 小説
- 『漂泊の牙』 熊谷達也著（旧鳴子町などが舞台、第19回新田次郎文学賞（2000年）受賞作）

### 映画
- 『実録・連合赤軍 あさま山荘への道程』 若松孝二監督（鳴子温泉でロケが行われた。2008年）
- 『スープ・オペラ』 瀧本智行監督（鳴子温泉や化女沼レジャーランド跡でロケが行われた。2009年）
- 『春との旅』 小林政広監督（鳴子温泉でロケが行われた。2010年）

## 出身有名人

### 政治
- 吉野作造（政治学者・思想家、吉野信次の兄）
- 吉野信次（商工大臣・運輸大臣・愛知県知事、武蔵大学学長、吉野作造の弟）
- 守屋栄夫（国会議員）
- 三春重雄（宮城県議会議員、日本社会党宮城県本部委員長）
- 三浦篤（宮内事務官、内蔵頭、帝室林野局長官、古川市長）
- 佐々木家寿治（宮城県知事）
- 三浦義男（国会議員・宮城県知事）
- 鎌田三之助（旧鹿島台村の「わらじ村長」、元衆議院議員）
- 中島源陽（宮城県議会議長）
- 只野直三郎（昭和期の政治家、元衆議院議員、日本人民党党首）
- 高橋清治郎（元衆議院議員、元鳴子町長）
- 永沢清之助（貴族院多額納税者議員）
- 大衡照夫（古川市長）
- 中川俊一（古川市長）
- 佐々木謙次（古川市長）
- 千坂侃雄（古川市長）
- 佐藤仁一（岩出山町長、宮城県議会議員）

### 行政
- 鹿野軍勝（コロンビア大使、バチカン大使、外交官）
- 守屋和郎（アフガニスタン大使、外交官、満州国参事官）
- 佐野好昭（宮城県副知事）

### 経済
- 柳沢七郎（住友金属工業社長）
- 早坂順一郎（東北放送社長）
- 早坂啓（德陽シティ銀行社長）
- 多藤省徳（極洋副社長、顧問）
- 三浦澄能（住友電設社長・会長・相談役）
- 中川裕雄（アンリツ社長）
- 高橋俊裕（トヨタ自動車常務・日本郵政公社副総裁）
- 石森令一（東北インフォメーション・システムズ社長）
- 細谷浩司（ブラジル日本通運社長）
- 岩瀬昭典（河北新報社取締役、東京支社長）
- 京極昭（ベガルタ仙台社長）
- 佐藤進（東急レクリエーション社長）
- 麿秀晴（TOPPANホールディングス社長）
- 森谷浩一（パイオニア社長）
- 大場善次（チソー食坊社長）
- 佐々木知廣（ベガルタ仙台社長）
- 千葉知裕（Macbee Planet社長）
- 赤間響（BUTAI社長）

### 法曹
- 高橋勝夫（仙台弁護士会会長）
- 青木正芳（松山事件弁護士、日本弁護士連合会副会長）
- 田村幸一（高松高等裁判所長官）
- 我妻崇（日本弁護士連合会副会長）

### 医療
- 遠藤渉（気仙沼市立病院院長）
- 伊藤貞嘉（東北大学医学部教授）
- 及川真一（日本医科大学教授）
- 松本慶蔵（長崎大学熱帯医学研究所名誉教授）

### 学界・研究
- 杉野目晴貞（北海道大学総長）
- 荒川忠一（東京大学名誉教授）
- 祇園寺信彦（東北大学名誉教授、西洋史)
- 佐藤利三郎（東北大学名誉教授、通信工学)
- 千葉惠（哲学者、北海道大学教授）
- 木村元一（経済学者、一橋大学名誉教授）
- 永沢幸七（心理学者、国士舘大学名誉教授）
- 及川馥（茨城大学名誉教授）
- 高橋勇悦（社会学者、首都大学東京名誉教授）
- 加藤孝義（東北大学名誉教授）
- 大友篤（日本女子大学教授）
- 名取四郎（立教大学名誉教授）

### 教育
- 二階堂トクヨ（日本女子体育大学創始者）
- 佐々木義昭（宮城県教育委員会教育長）
- 下田田美子（食コンサルタント）

### 芸術・文化
- 小野洋一郎（漫画家）
- 佐左木俊郎（作家）
- 大和田雅洋（サクソフォーン奏者）
- 伊藤圭（クラリネット奏者）
- 本田勇介（ピアニスト）
- 金沢茂（トロンボーン奏者）
- 成田博之（バリトン歌手）
- 佐々木多利爾（グラフィックデザイナー）

### 芸能
- さとう宗幸（シンガーソングライター）
- 高泉淳子（女優）
- 大島蓉子（女優）
- 杜けあき（元宝塚歌劇団雪組トップスター）
- 蓮つかさ（元宝塚歌劇団月組男役）
- YOMI（ナイトメア）
- フランク永井（歌手）
- さとう千日（タレント）

### マスコミ
- 横山義則（東北放送記者、元岩手めんこいテレビアナウンサー）
- 菊地舞美（元東北放送アナウンサー）
- 柴原紅（元NHKアナウンサー）
- 佐々木恒美（河北新報社論説委員長）
- 川上椋輔（元北海道文化放送アナウンサー）
- 千坂紗雪（仙台放送アナウンサー）

### スポーツ
- 千葉周作（陸前高田市に生まれ、旧古川市荒谷で育つ。幕末期の剣客で北辰一刀流の創始者。千葉道場の総師範）
- 大嵜爲之助（力士）
- 駒泉徳治郎（力士）
- 角田啓輔（卓球選手、日本代表、世界卓球選手権金メダリスト）
- 菅原清春（卓球選手）
- 佐々木治樹（東京六大学野球選手）
- 佐々木桂二（バスケットボール指導者）
- 下山学（元読売ジャイアンツ育成選手）
- 藤岡奈穂子（プロボクサー）
- ISAO（総合格闘家、元ライト級キング・オブ・パンクラシスト）
- 青柳力（アスレティックトレーナー）
- 遠藤大地（陸上選手）
- 門脇真由美（競輪選手）
- 鈴木徹（プロ野球選手・大洋ホエールズ）
- 佐藤優（プロ野球選手・中日ドラゴンズ）
- 麦谷祐介（プロ野球選手・オリックス・バファローズ）
- 高橋めぐみ（バレーボール選手、日本代表）
- 相澤国之（プロボクサー、OPBF東洋太平洋スーパーフライ級王座）
- 相澤寿（バレーボール選手、日本代表）
- 伊達篤郎（日本山岳協会最高顧問、伊達政宗の末裔）
- 伊東総一郎（射撃選手、バルセロナ五輪・アトランタ五輪クレー射撃日本代表）
- 千葉修（元プロサッカー選手・GK）
- 宍戸治一（プロバスケットボール選手、元U-18日本代表・レバンガ北海道）
- 園部秀雄（なぎなた範士）
- 今野龍太（プロ野球選手・東北楽天ゴールデンイーグルス）
- 加藤真（プロバスケットボール選手・秋田ノーザンハピネッツ）
- 遊佐幸平（軍人、馬術競技選手）
- 井上麻生（プロレスラー）
- ジャンボ宮本（プロレスラー）
- 後藤慶悟（ラグビー選手）
- 佐藤優奈（ラグビー選手）

### その他
- 斎藤正久（海軍大佐）
- 佐藤秀司（将棋棋士、出生地は旧栗原郡瀬峰町）
- 原口證（円周率）
- 鈴木直之進（旧大貫村出身、幕末期の剣客）

## 大崎市ゆかりの著名人
- 伊達政宗（岩出山城城主）
- 大崎教兼
- 大崎義兼
- 大崎高兼
- 大崎義直
- 黒川晴氏
- 松尾芭蕉